# Liste der romanischen Kirchen in Angeln

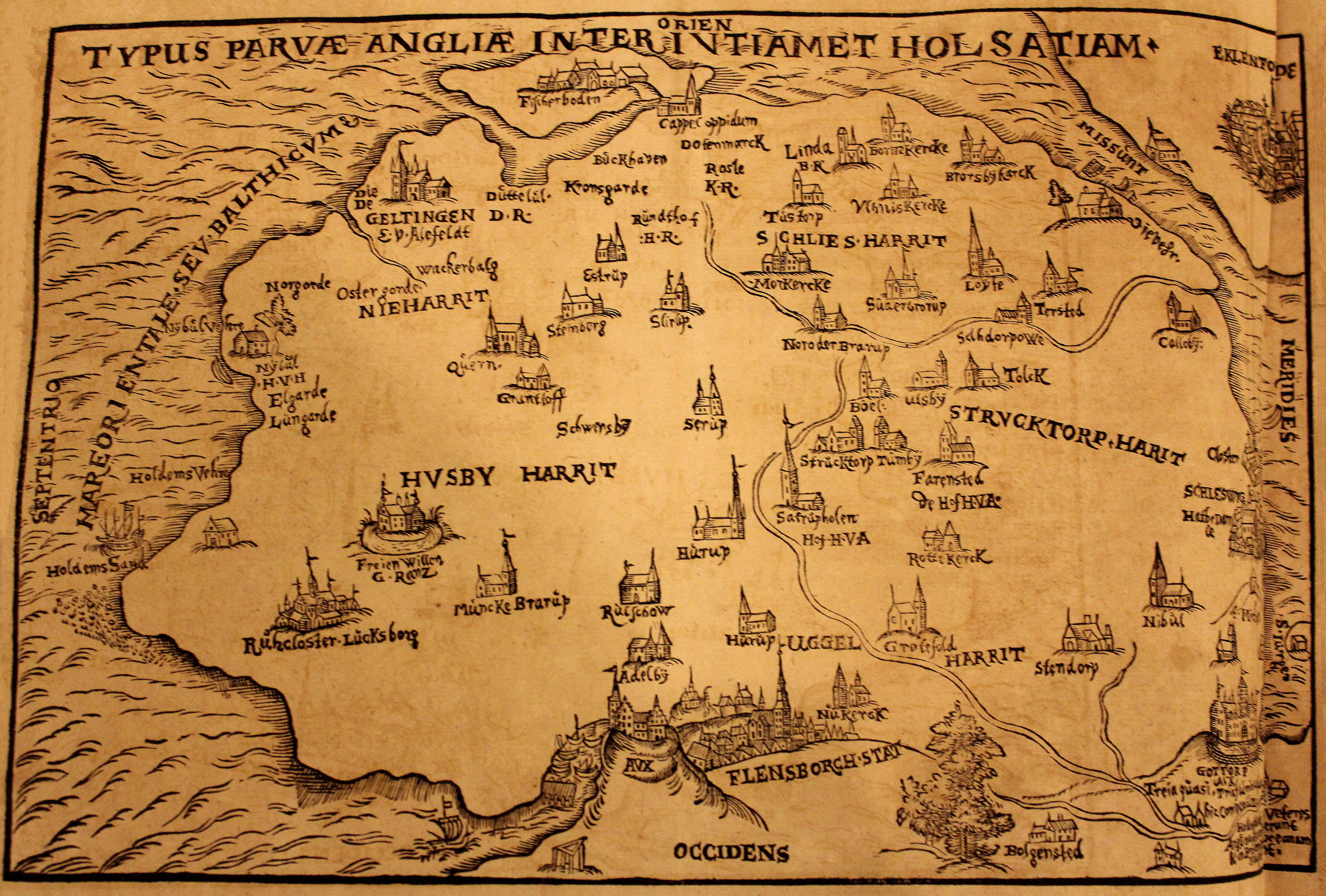
Auf der Karte von Angeln aus dem Jahr 1596 sind die Kirchen eingezeichnet.

Die Halbinsel Angeln in Schleswig-Holstein verfügt über eine ungewöhnlich hohe Dichte an romanischen Kirchen aus dem 12. und beginnenden 13. Jahrhundert, die zum größten Teil in Feldstein, zum Teil aber auch in Backstein errichtet wurden. Dies ist eine Folge eines Bauprogrammes des Bistums Lund, das die Landschaft Angeln flächendeckend mit Gotteshäusern versorgen sollte.
Die Kirchen in Ulsnis und Sieverstedt gelten als die ältesten, die in Brodersby-Goltoft und Havetoft als die am ursprünglichsten erhaltenen, die in Grundhof als die größte und die in Sörup als die architektonisch bedeutendste. Neben den Feld- und Backsteinkirchen stechen die aus präzise gehauenen Granitquadern errichteten Kirchen hervor, die vermutlich von Handwerkern der Schleswiger Dombauhütte errichtet wurden.
Typisch für die Region sind das Kirchenschiff, das in den meisten Kirche  von der Südseite durch das ehemalige Männerportal betreten wird, und ein zum Vergleich zum Kirchenschiff niedrigerer (eingezogener) Chor. Anstelle von steinernen Kirchtürmen, die bei einigen Kirchen in späteren Jahrhunderten ergänzt wurden, haben viele Angeliter Kirchen auch heute noch freistehende Glockenstapel, von denen sich der älteste in Norderbrarup erhalten hat, oder direkt an die Kirche angelehnte niedrige hölzerne Glockentürme.

## Liste der romanischen Kirchen in Angeln
Feldsteinkirchen:
- Johanniskirche (Flensburg-Adelby), erbaut um 1200 (Adelby gehörte zur Zeit der Erbauung der Kirche zur Angeliter Husbyharde.)
- Kirche zu Fahrenstedt-Böklund, erbaut Anfang des 13. Jahrhunderts, mehrfach umgebaut und erweitert, mit separatem hölzernem Glockenturm von 1595
- St.-Andreas-Kirche, Brodersby-Goltoft, erbaut Ende des 12. Jahrhunderts mit hölzernem Glockenturm von 1842/43
- St.-Marien-Kirche (Esgrus), erbaut Ende des 12. Jahrhunderts
- Kirche Großsolt, erbaut Ende des 12. Jahrhunderts
- Marienkirche (Grundhof), erbaut Ende des 12. Jahrhunderts, die größte der historischen Feldsteinkirchen in Angeln; nach einem Brand im Jahr 1756 wiederaufgebaut
- St.-Johannes-Kirche Kleinsolt, erbaut Ende des 12. Jahrhunderts
- Kirche Loit, erbaut Ende des 12. Jahrhunderts mit separatem hölzernem Glockenturm von 1762
- St. Jakobus (Moldenit), erbaut Ende des 12. Jahrhunderts mit hölzernem Glockenturm von 1767
- Marienkirche (Nübel), erbaut Ende des 12. Jahrhunderts mit separatem hölzernem Glockenturm von 1767
- St.-Georg-Kirche (Oeversee), erbaut im 12. Jahrhundert mit rundem Wehrturm (Oeversee befindet sich auf der nicht eindeutigen Grenze zwischen Luusangeln und der Schleswigsche Geest.)
- St. Nicolai (Groß-Quern), erbaut um 1200
- St.-Marien-Kirche (Rabenkirchen), erbaut Ende des 12. Jahrhunderts
- St.-Laurentius-Kirche, Satrup, erbaut um 1200
- St.-Petri-Kirche (Sieverstedt) (Ortsteil Stenderup), erbaut im 12. Jahrhundert (an der Grenze von Luusangeln und Schleswiger Geest)
- St.-Martin-Kirche (Steinbergkirche), erbaut Ende des 12. Jahrhunderts
- St.-Georgs-Kirche (Struxdorf), erbaut vor 1200 mit separatem hölzernem Glockenturm aus dem 16. Jahrhundert
- St.-Jacobus-Kirche, Süderbrarup, erbaut Ende des 12. Jahrhunderts
- St.-Annen-Kirche (Taarstedt), erbaut Ende des 12. Jahrhunderts mit hölzernen Glockenturm von 1754
- St.-Johannes-Kirche Thumby, erbaut Mitte des 13. Jahrhunderts mit separatem hölzernem Glockenturm aus dem 16. Jahrhundert
- St.-Johannes-Kirche (Toestrup), erbaut Ende des 12. Jahrhunderts mit separatem hölzernem Glockenturm von 1491
- St.-Marien-Kirche Tolk, erbaut Ende des 12. Jahrhunderts
- St.-Wilhadi-Kirche (Ulsnis), erbaut um 1150 mit separatem hölzernem Glockenturm aus dem 16. Jahrhundert

Granitquaderkirchen:
- St.-Marien-Kirche (Havetoft), begonnen mit Granitquadern und fertiggestellt mit Feldstein um 1180, mit separatem hölzernem Glockenturm von 1763
- St.-Vincentius-Kirche (Husby), erbaut aus Granitquadern um 1200
- Laurentiuskirche Munkbrarup, erbaut um 1200 aus Granitquadern
- St.-Marien-Kirche (Norderbrarup), erbaut um 1200 aus Granitquadern mit separatem hölzernem Glockenturm von 1441
- St.-Marien-Kirche (Sörup), erbaut aus Granitquadern Ende des 12. Jahrhunderts

Backsteinkirchen:
- St. Ursula-Kirche (Böel), um 1230 erbaut
- St.-Marien-Kirche (Boren), erbaut im 13. Jahrhundert, romanischer Zustand 1938 rekonstruiert
- St.-Marien-Kirche (Hürup), erbaut zu Beginn des 13. Jahrhunderts
- St.-Marien-Kirche (Kahleby), erbaut vor 1200 als Feldsteinkirche, wurde später zu einer Backsteinkirche umgebaut
- Michaeliskirche (Rüllschau), erbaut zu Beginn des 13. Jahrhunderts

## Bilder der Feldsteinkirchen in Angeln

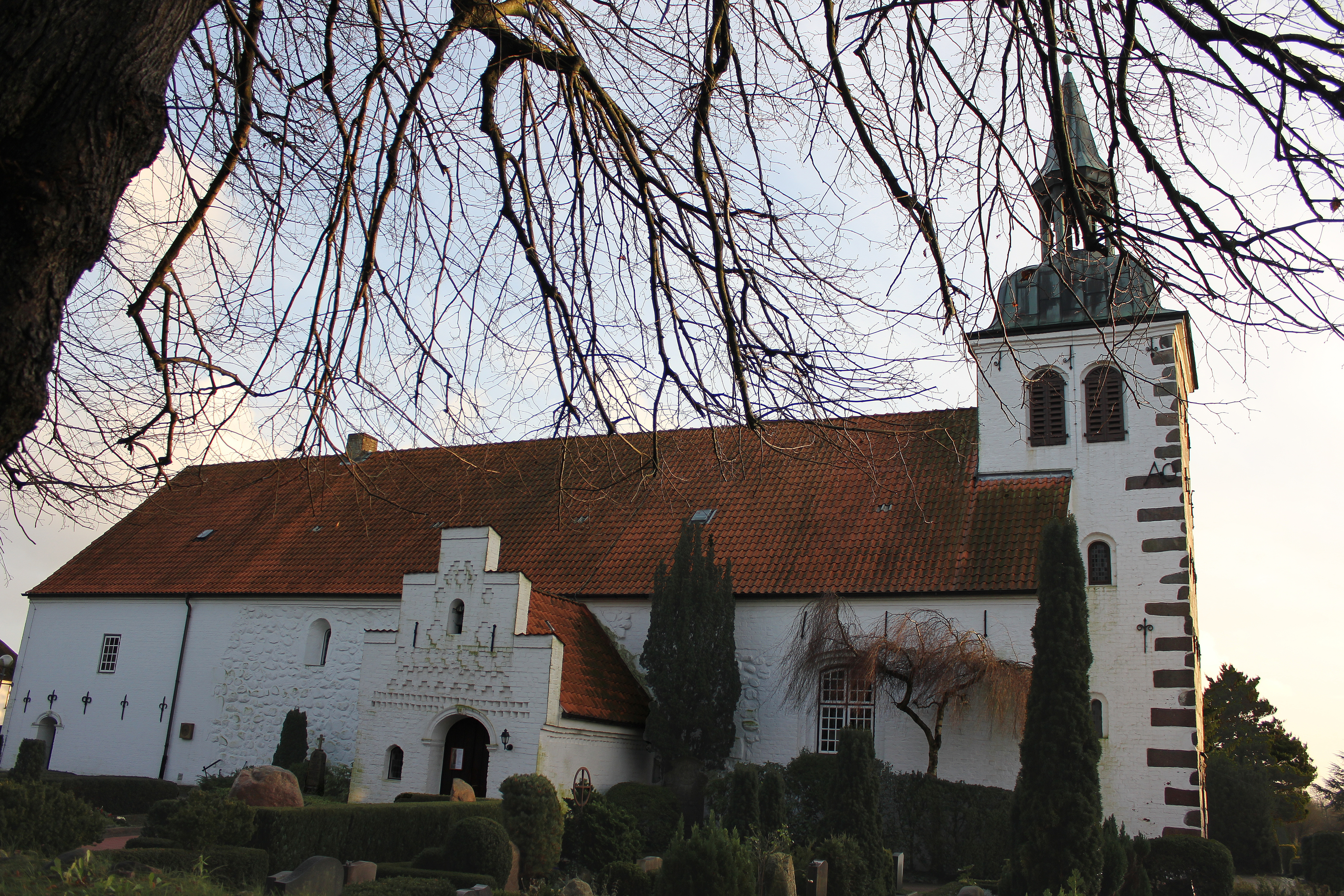
Adelby (2011)
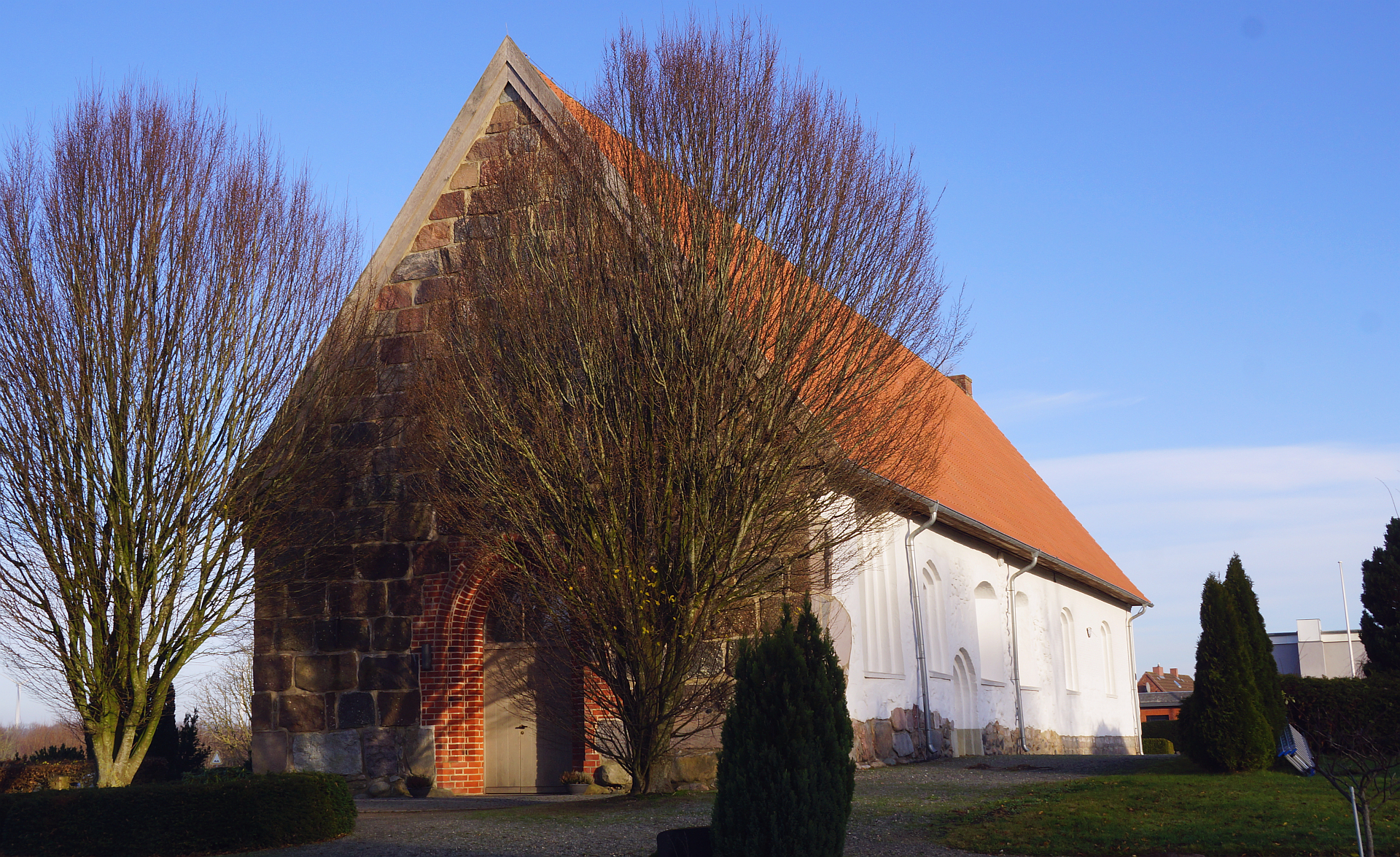
Böklund (2018)
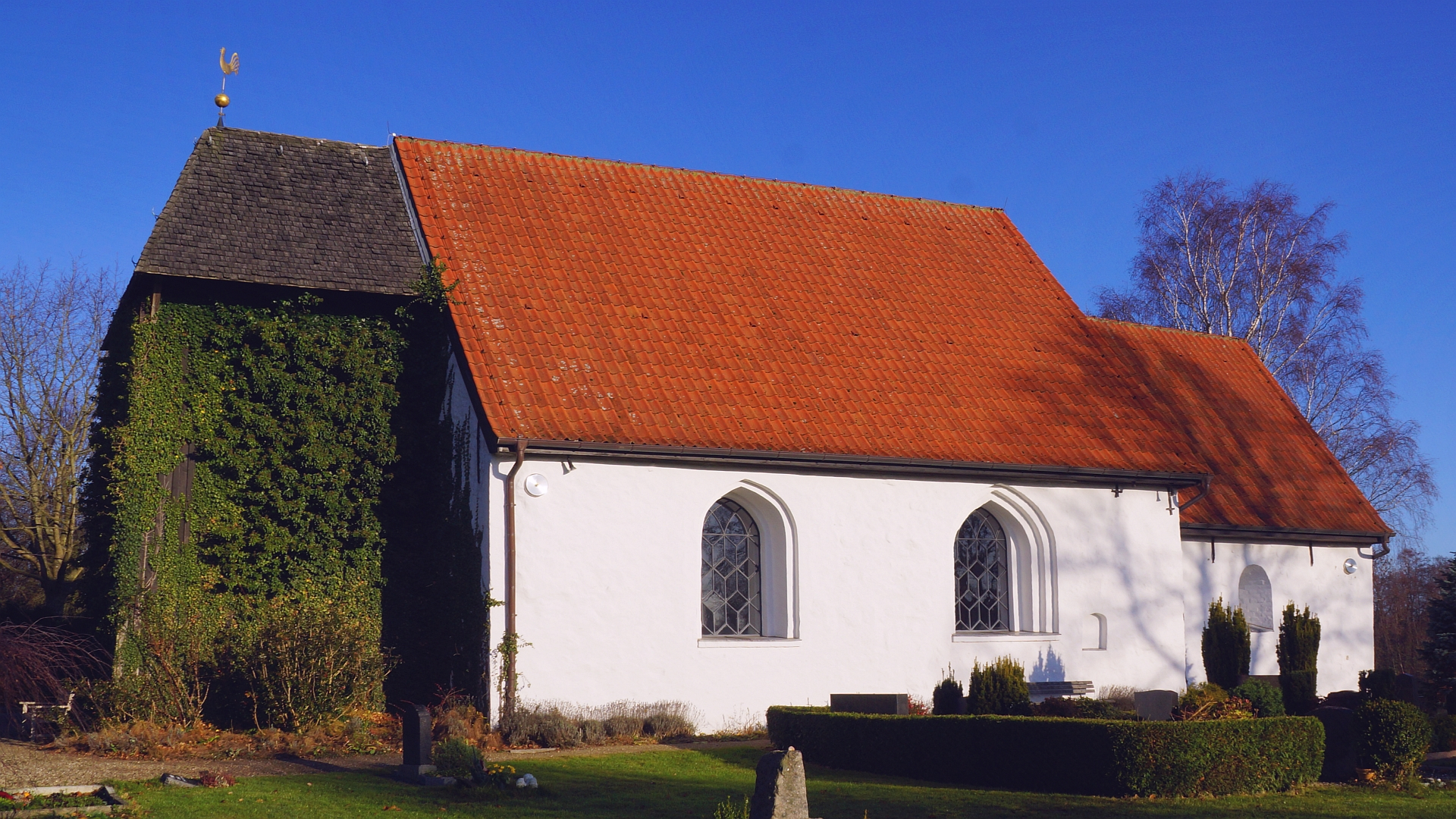
Brodersby (2018)
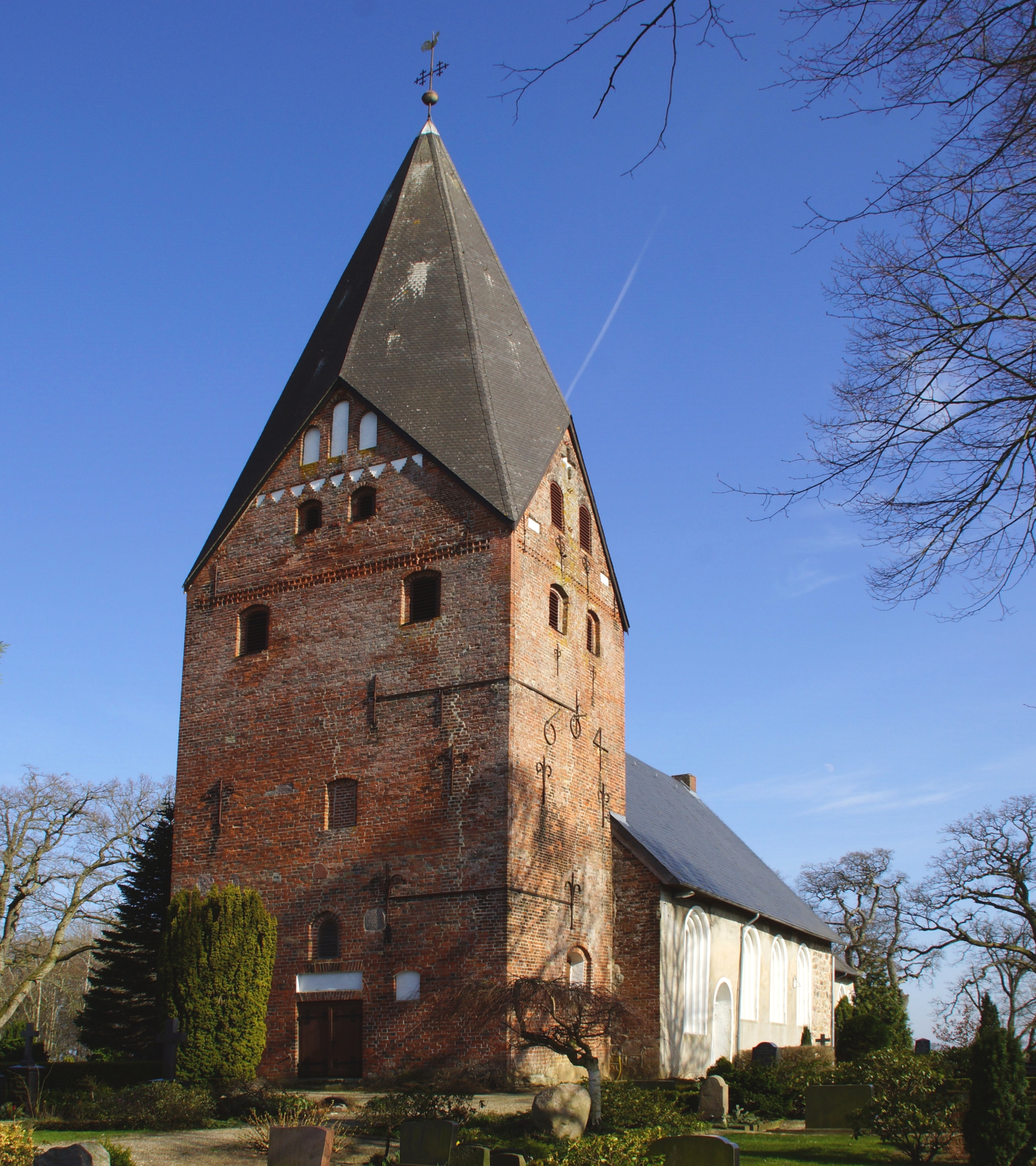
Esgrus (2018)
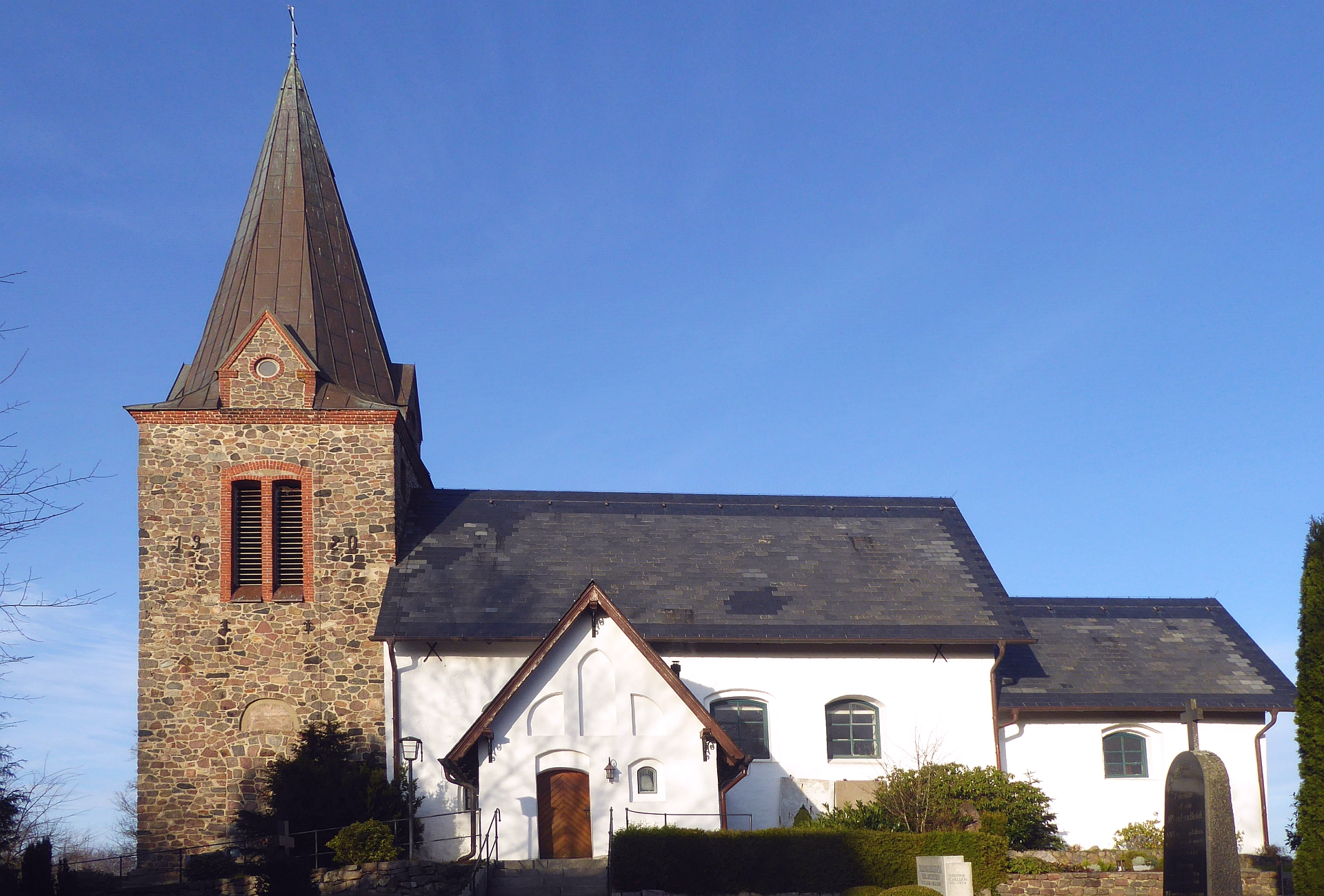
Großsolt (2018)
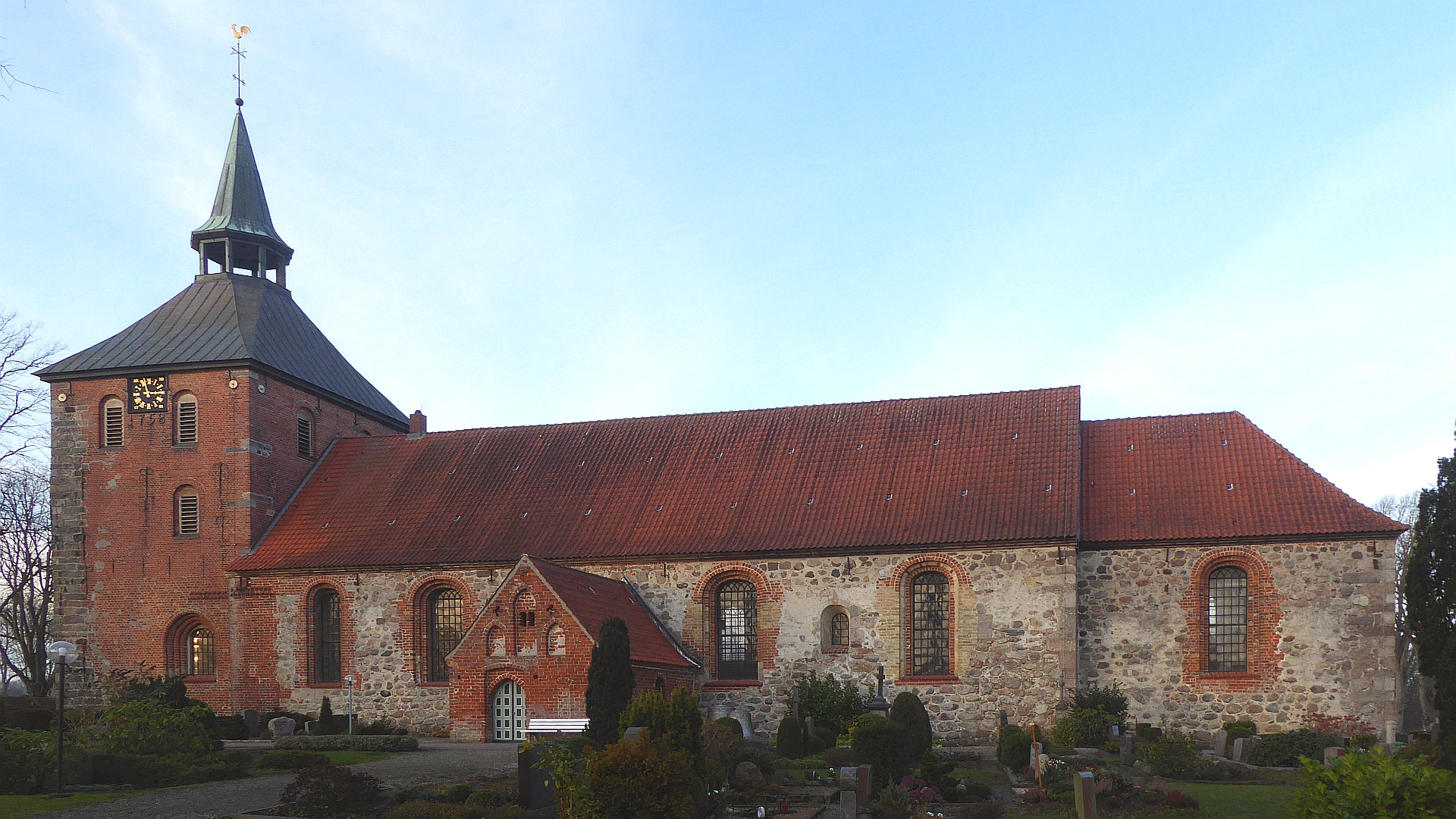
Grundhof (2018)
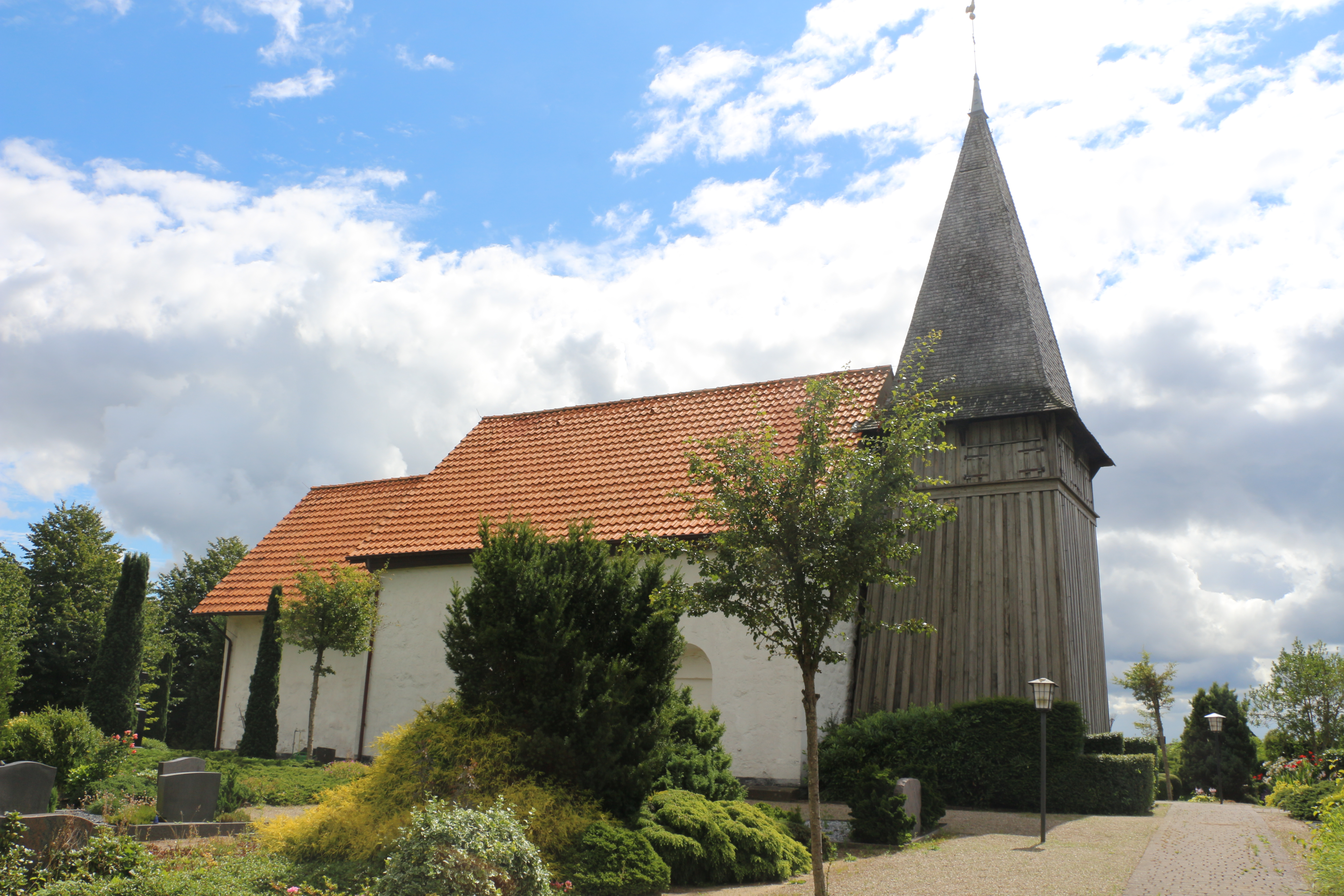
Kleinsolt (Freienwill) (2020)
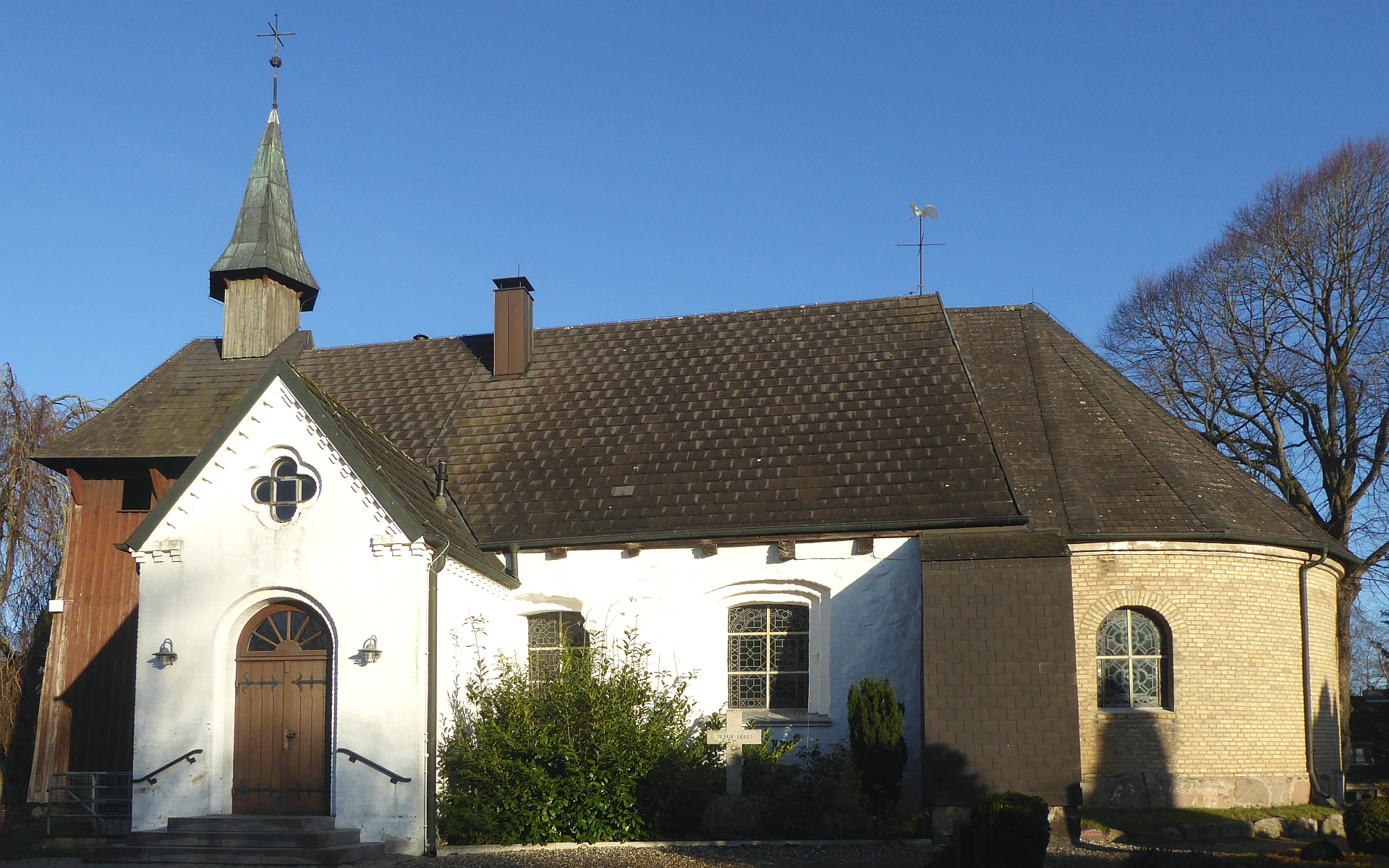
Loit (2018)
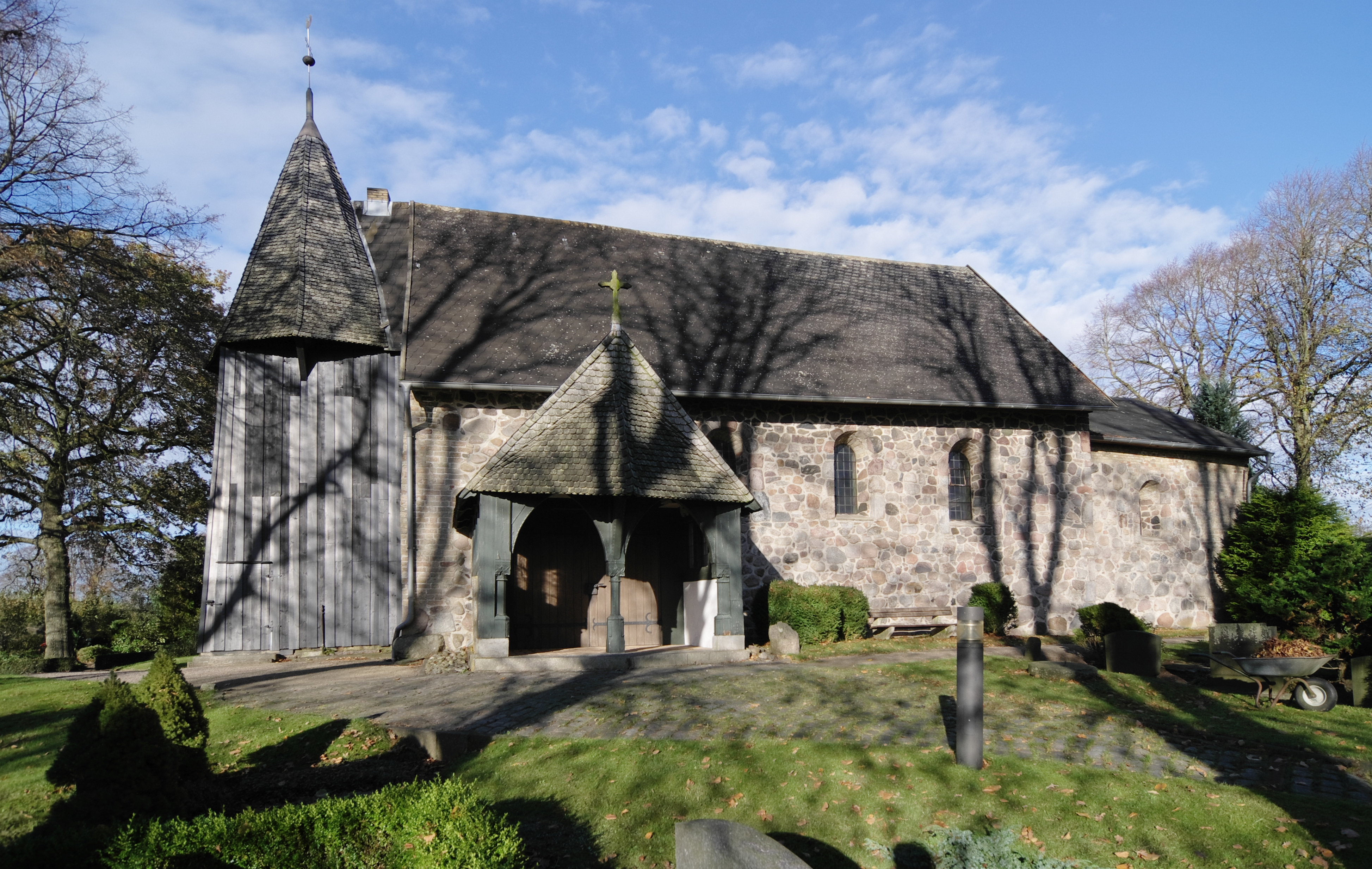
Moldenit (2012)
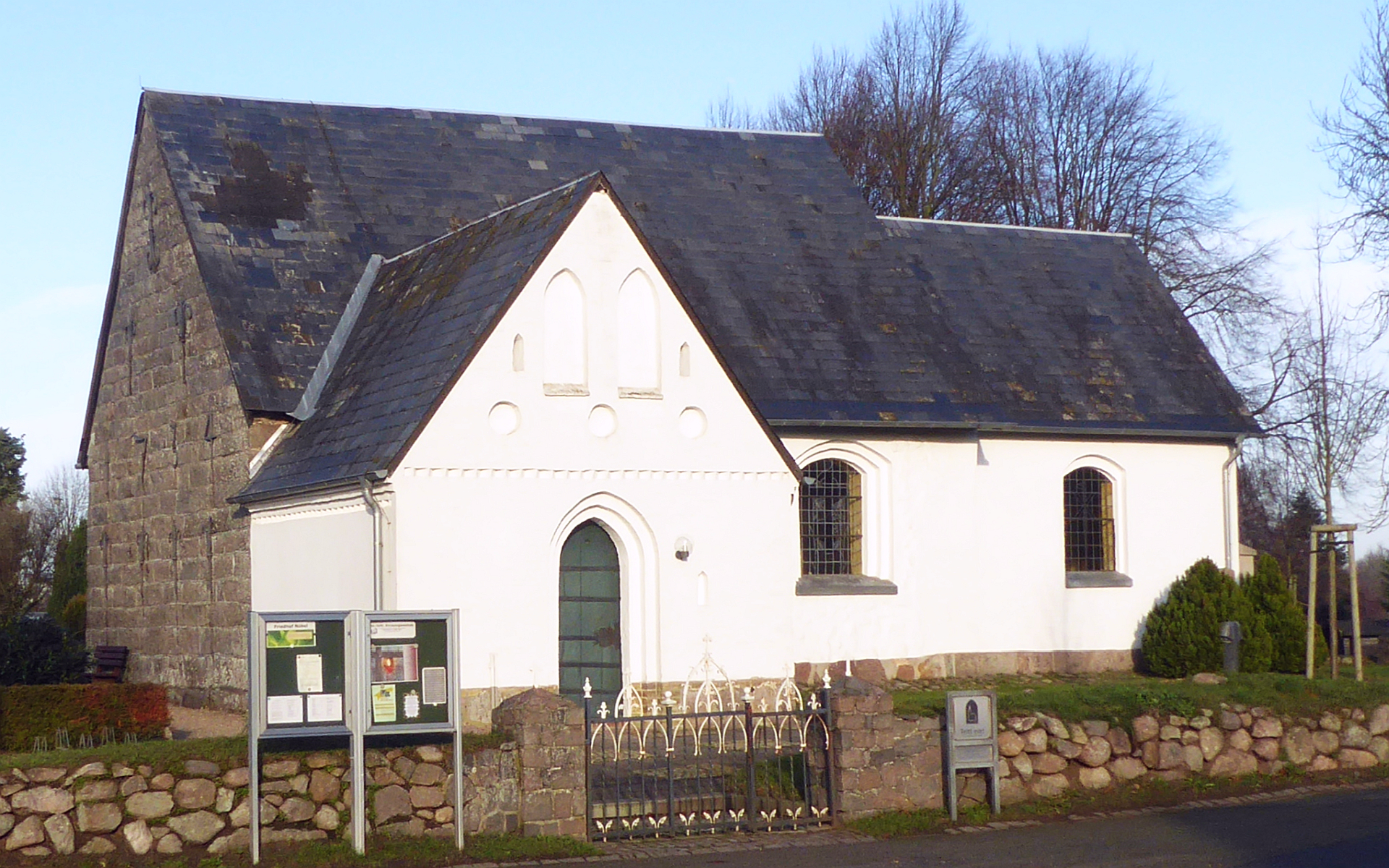
Nübel (2018)
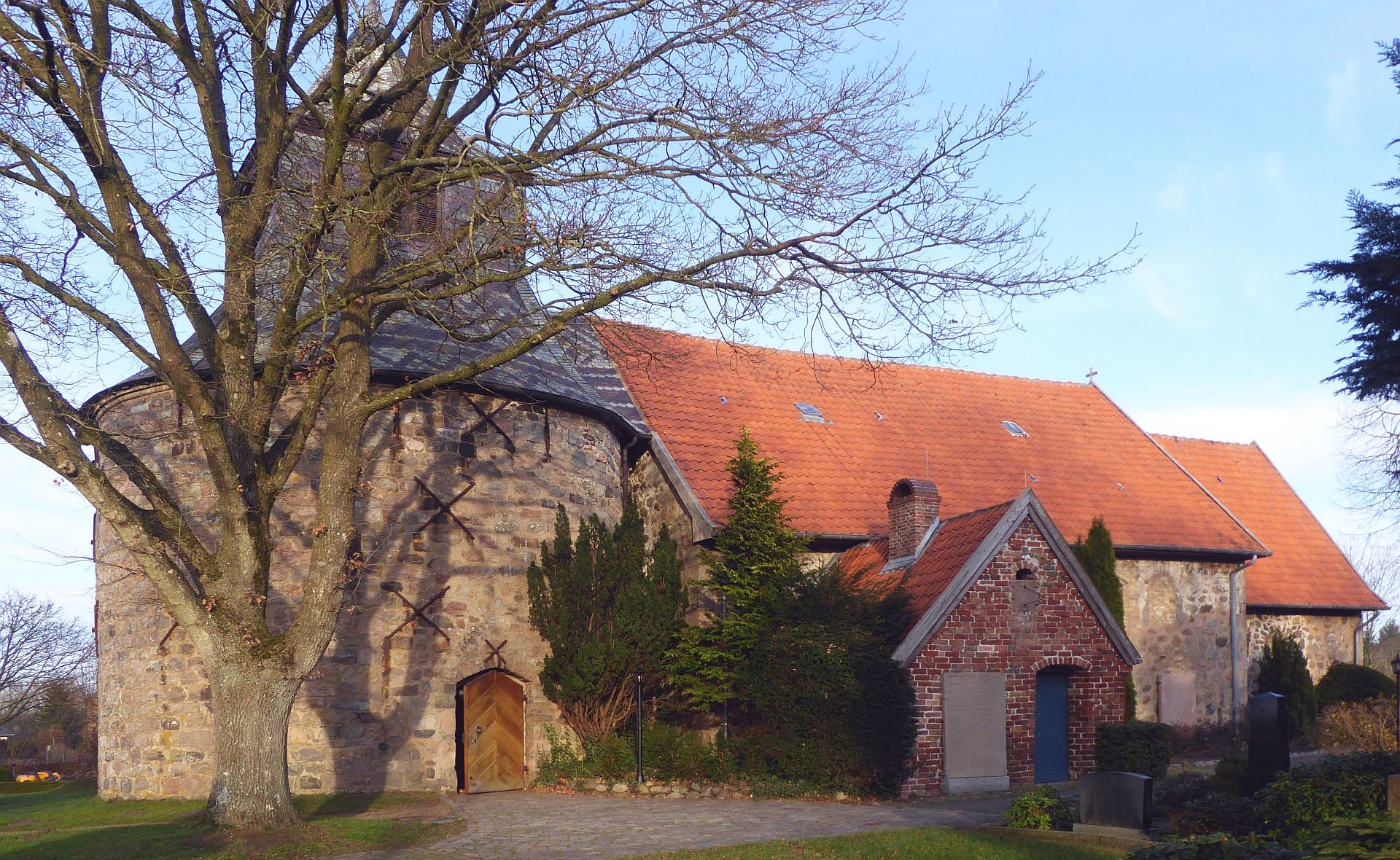
Oeversee (2018)
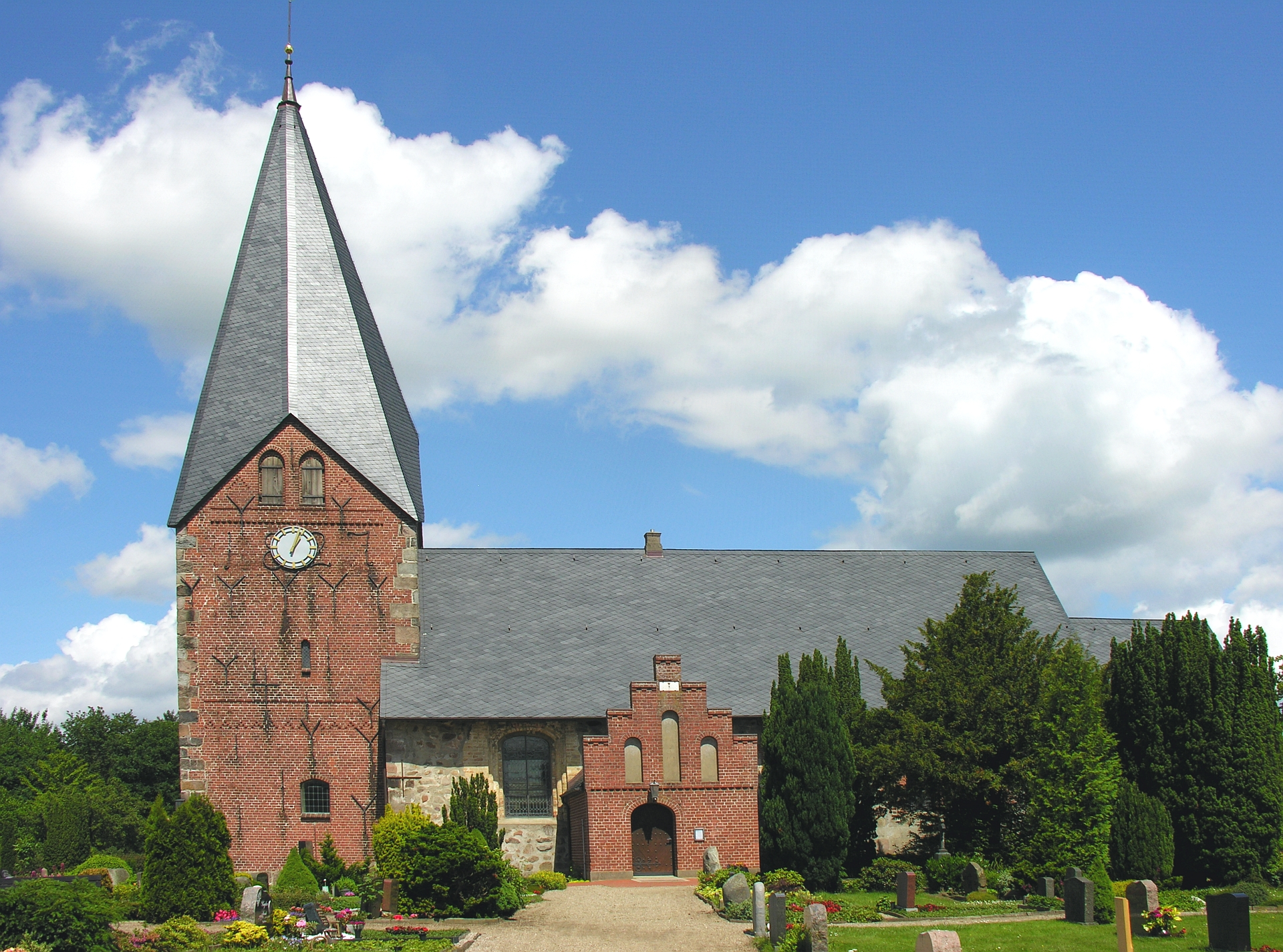
Quern (2012)
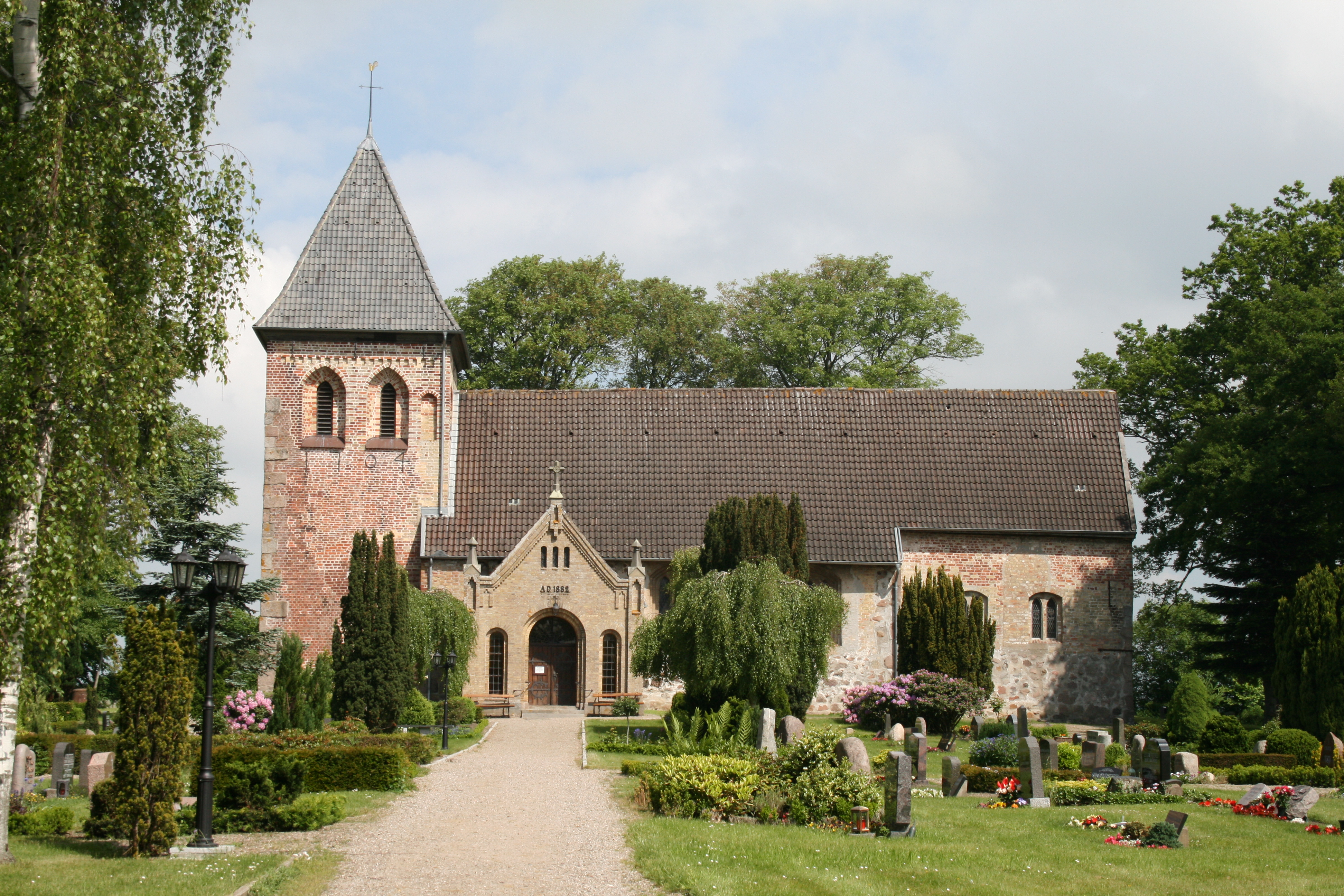
Rabenkirchen (2013)
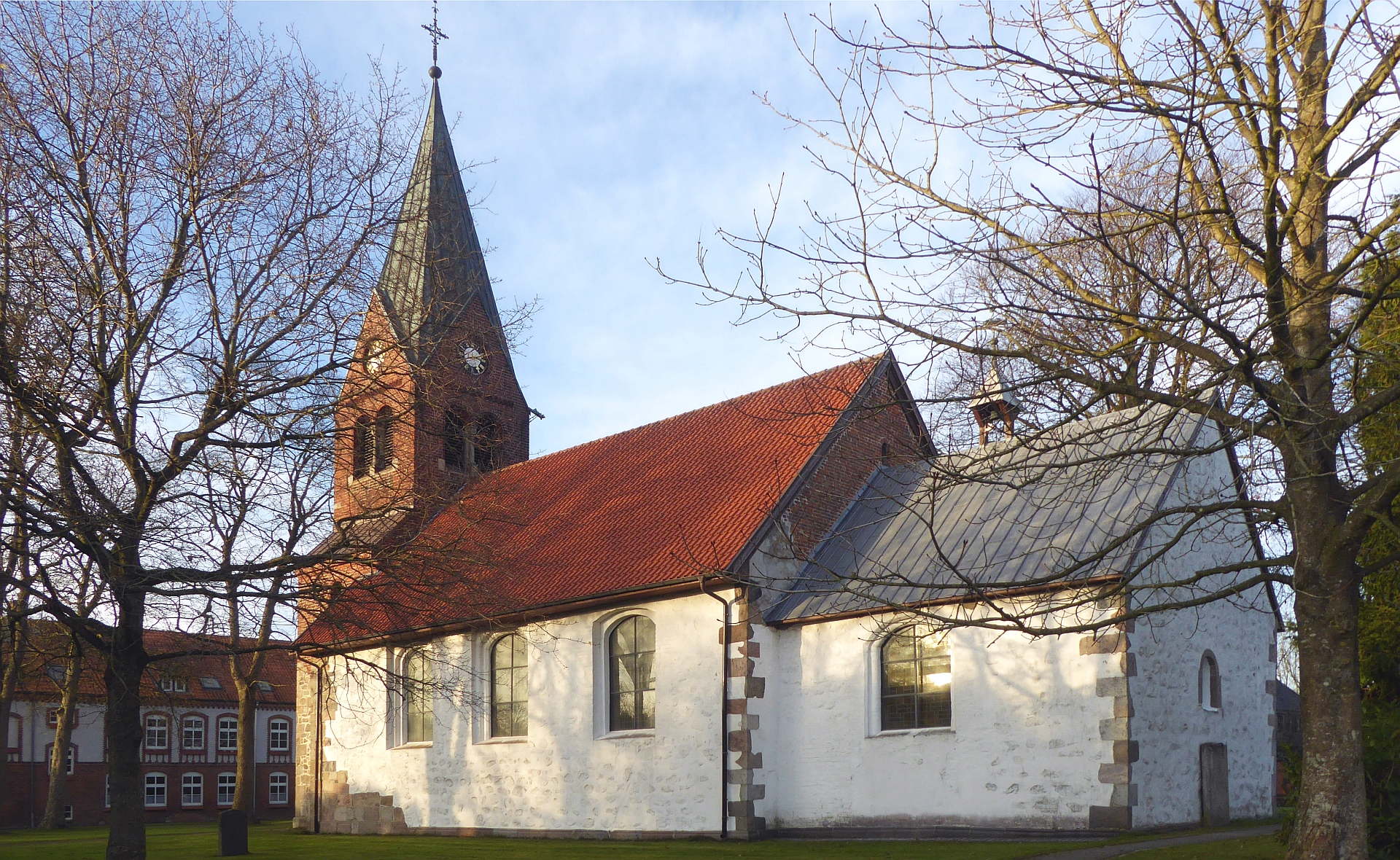
Satrup (2018)
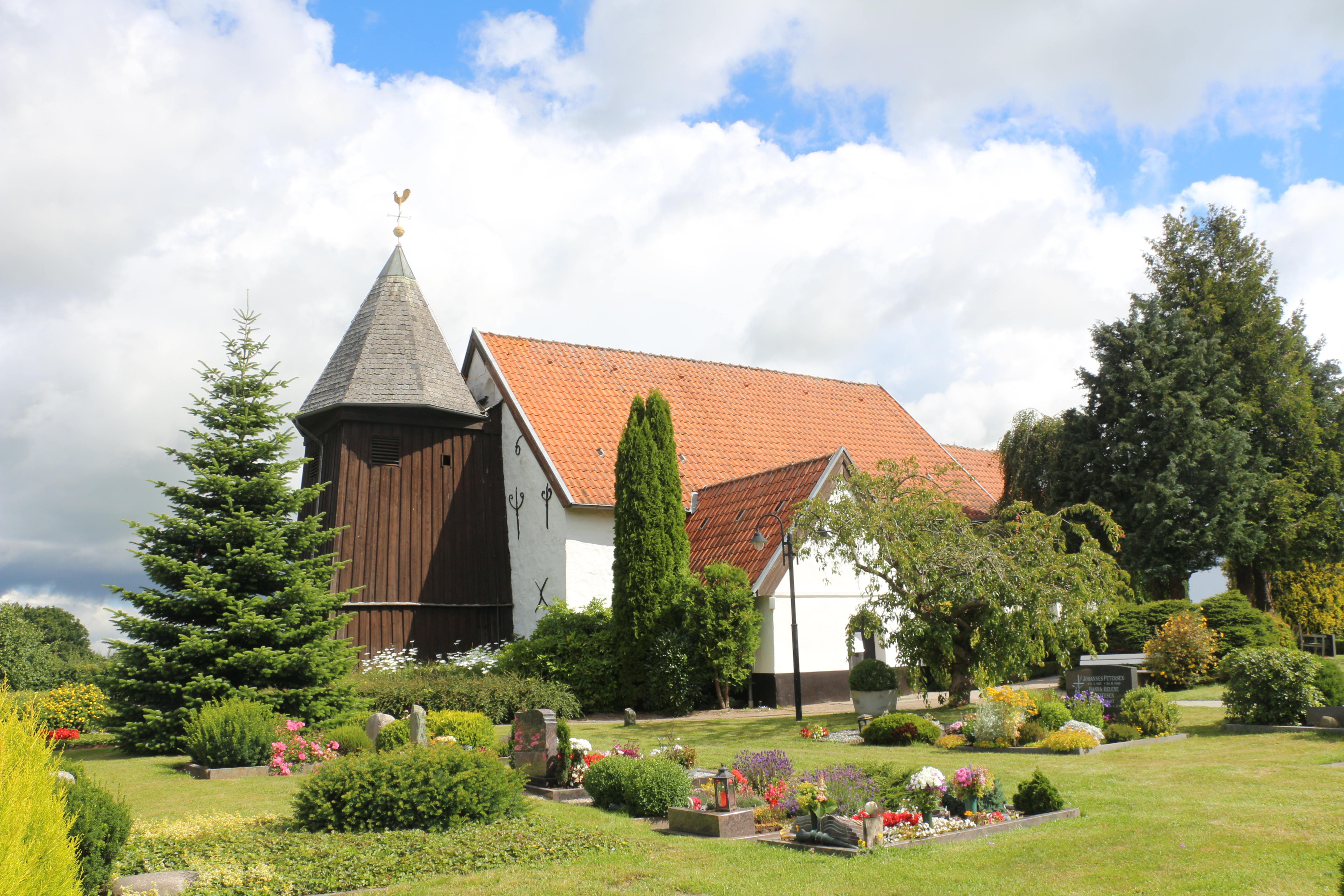
Sieverstedt (2020)
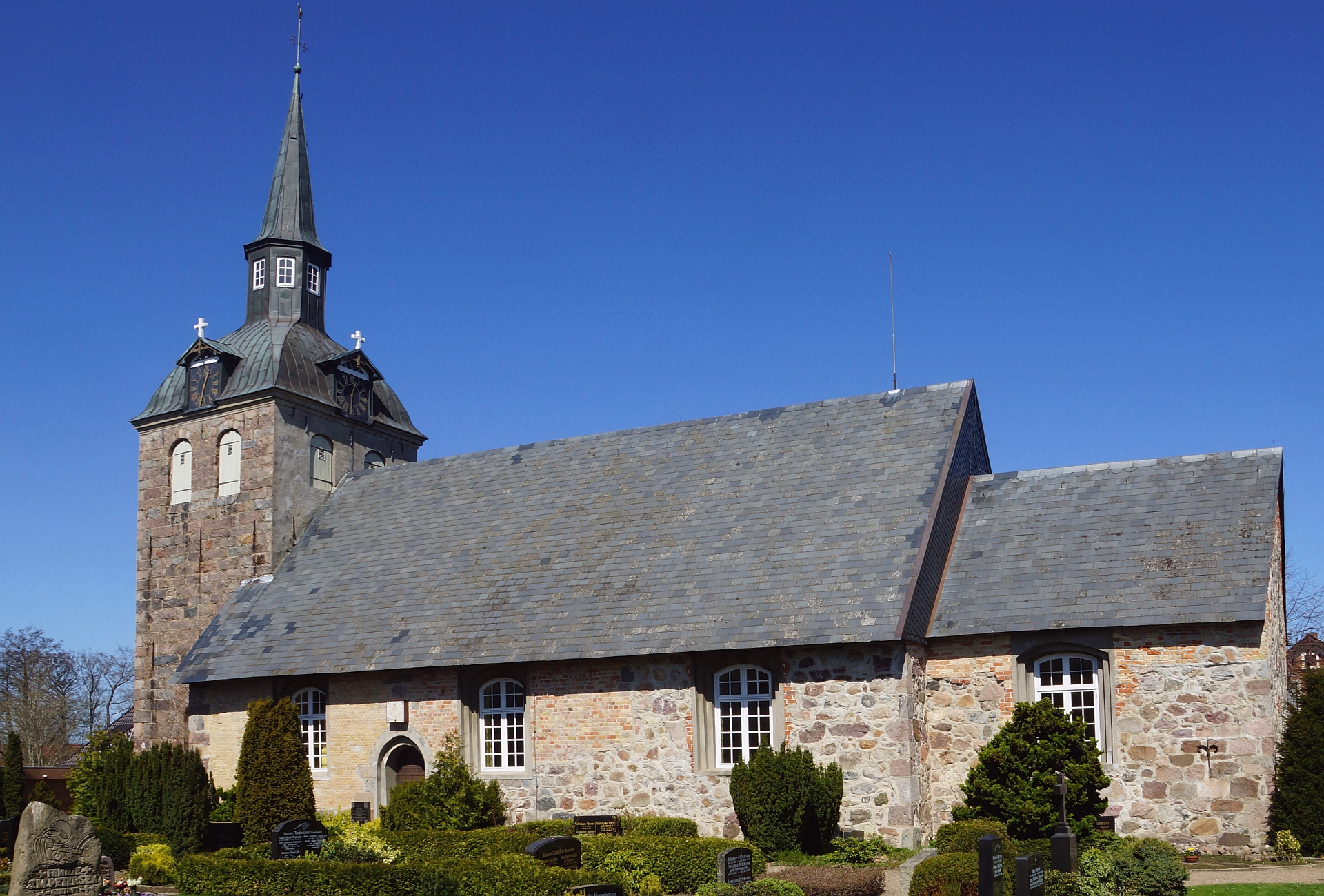
Steinbergkirche (2018)
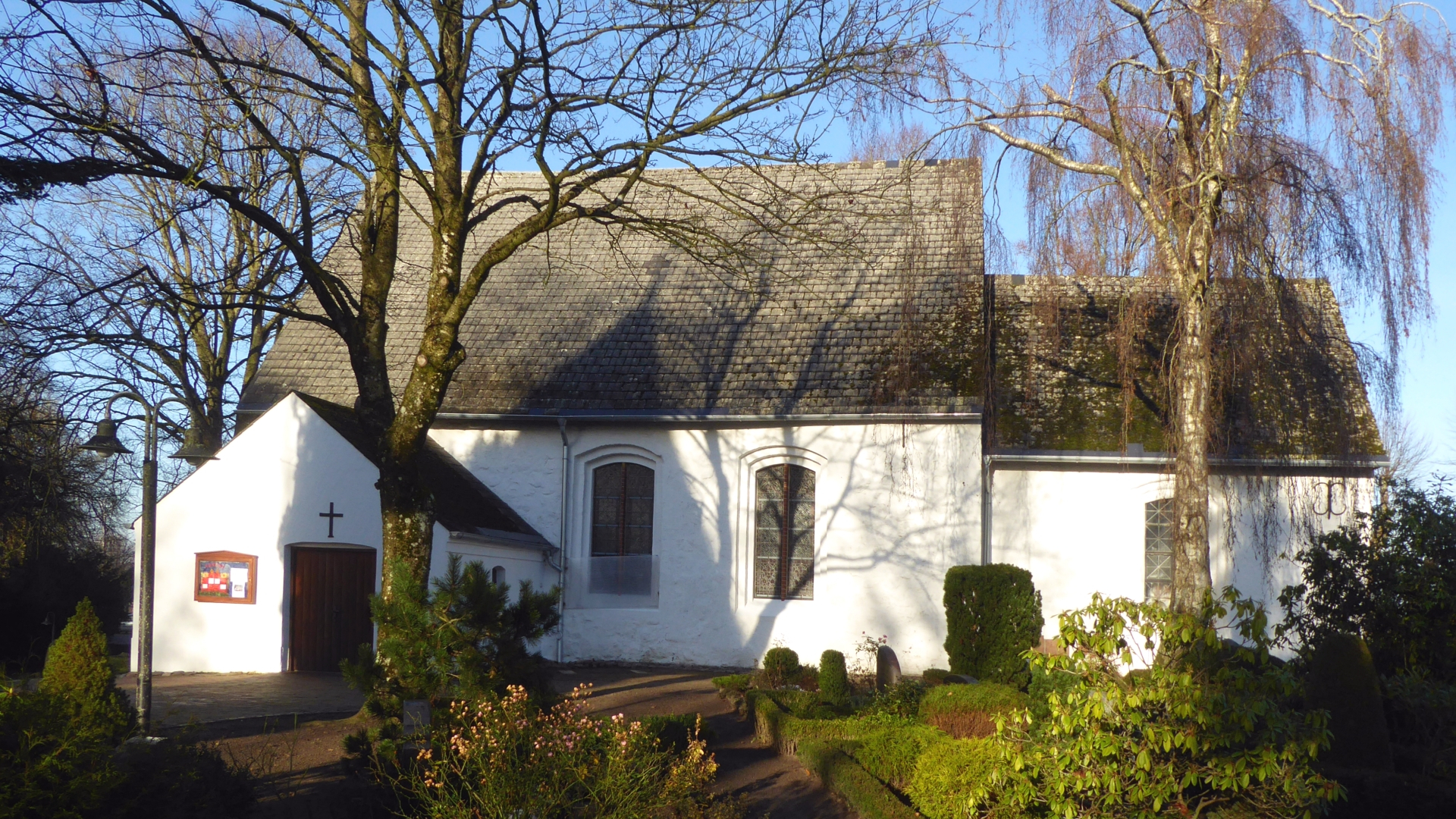
Struxdorf (2018)
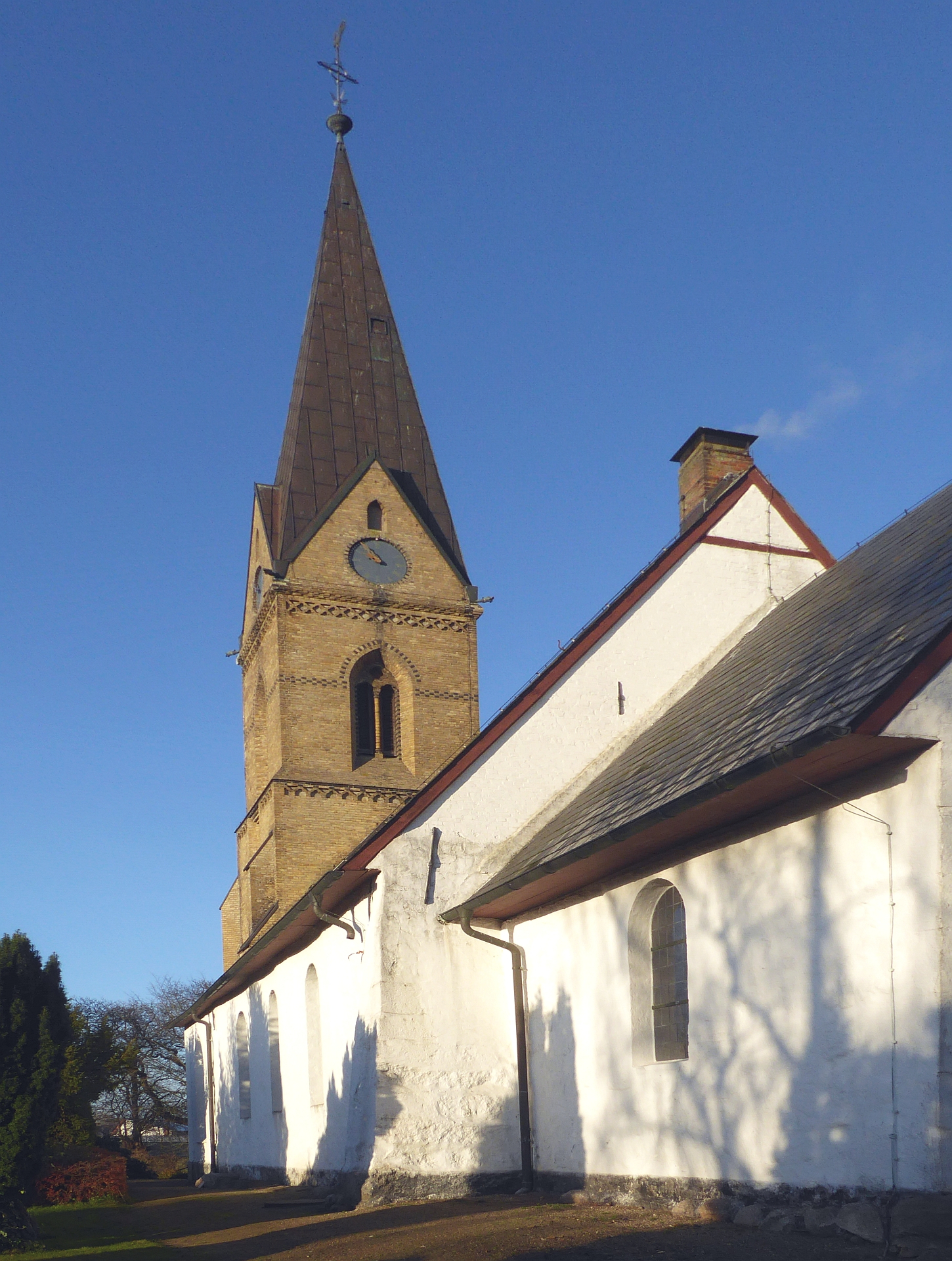
Süderbrarup (2018)
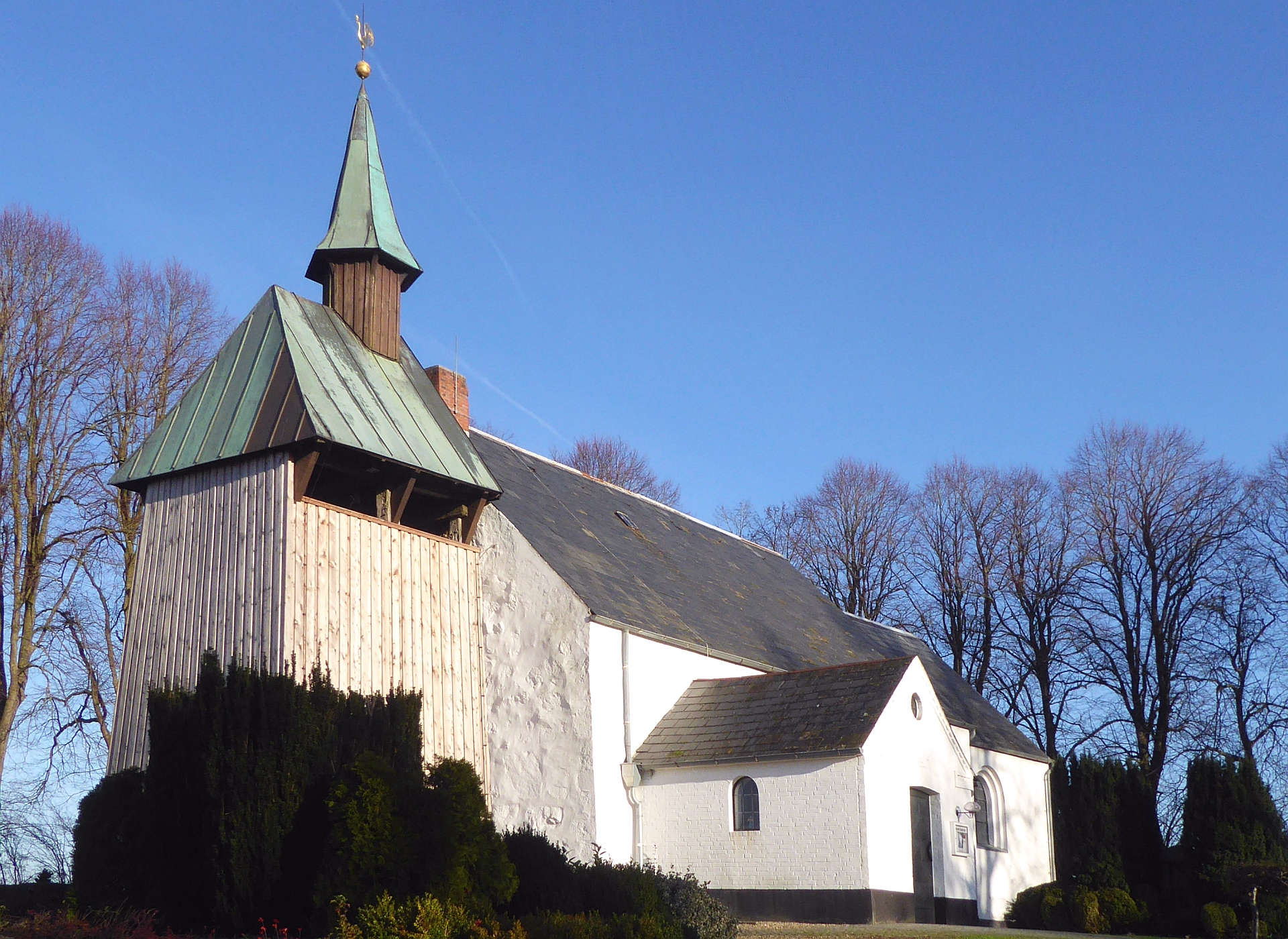
Taarstedt (2018)
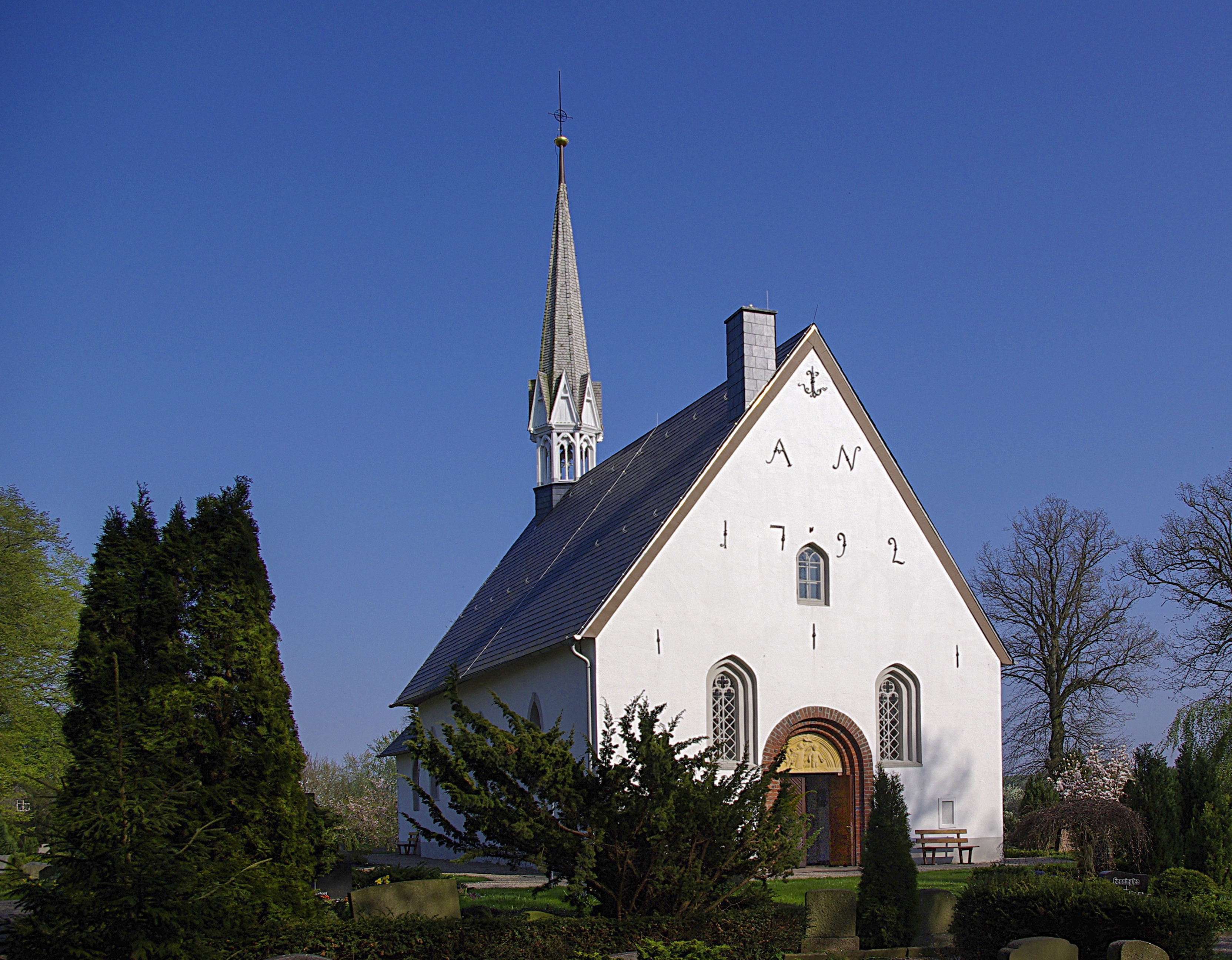
Toestrup (2011)
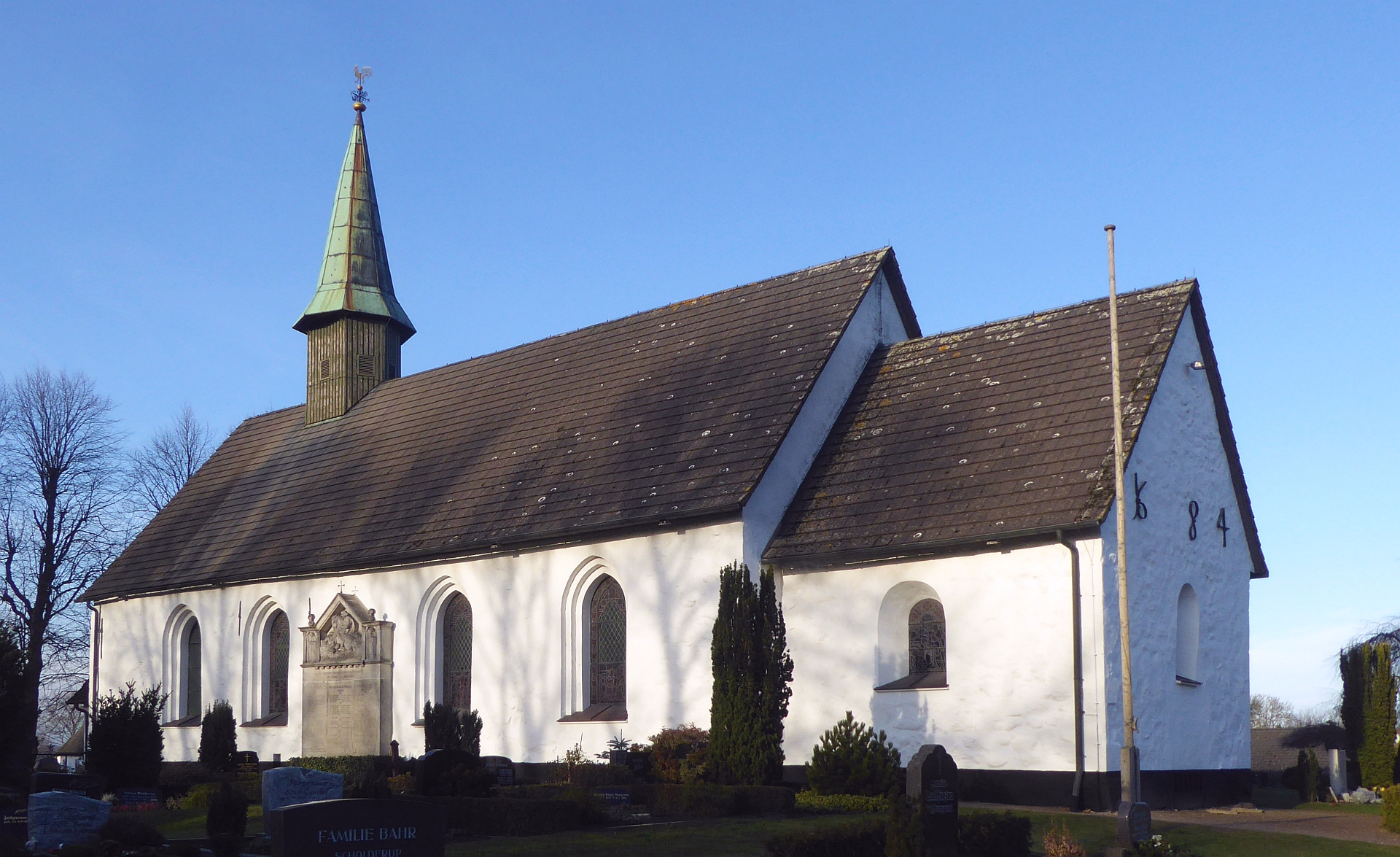
Tolk (2018)
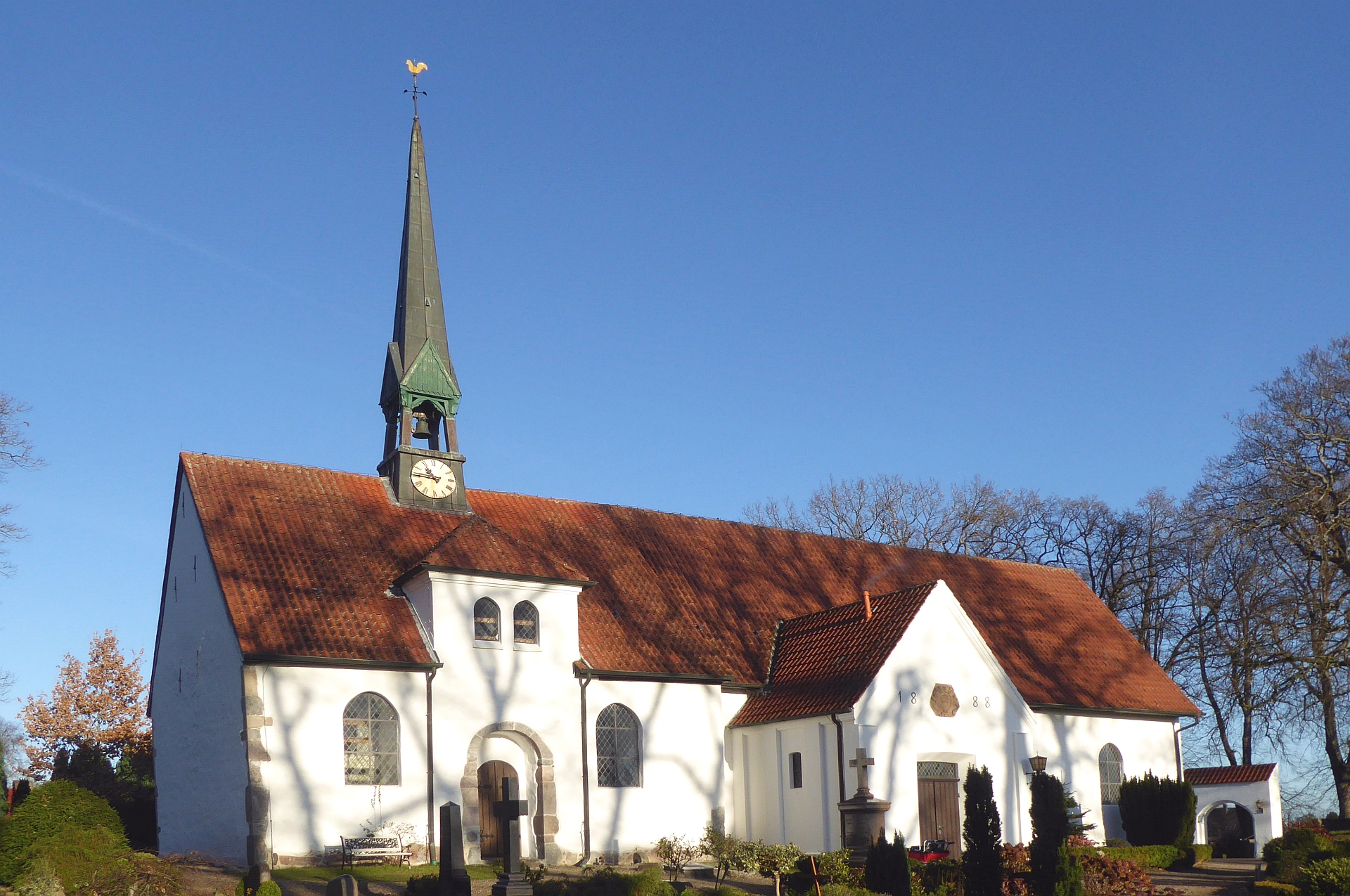
Ulsnis (2018)

## Bilder der Natursteinquaderkirchen in Angeln

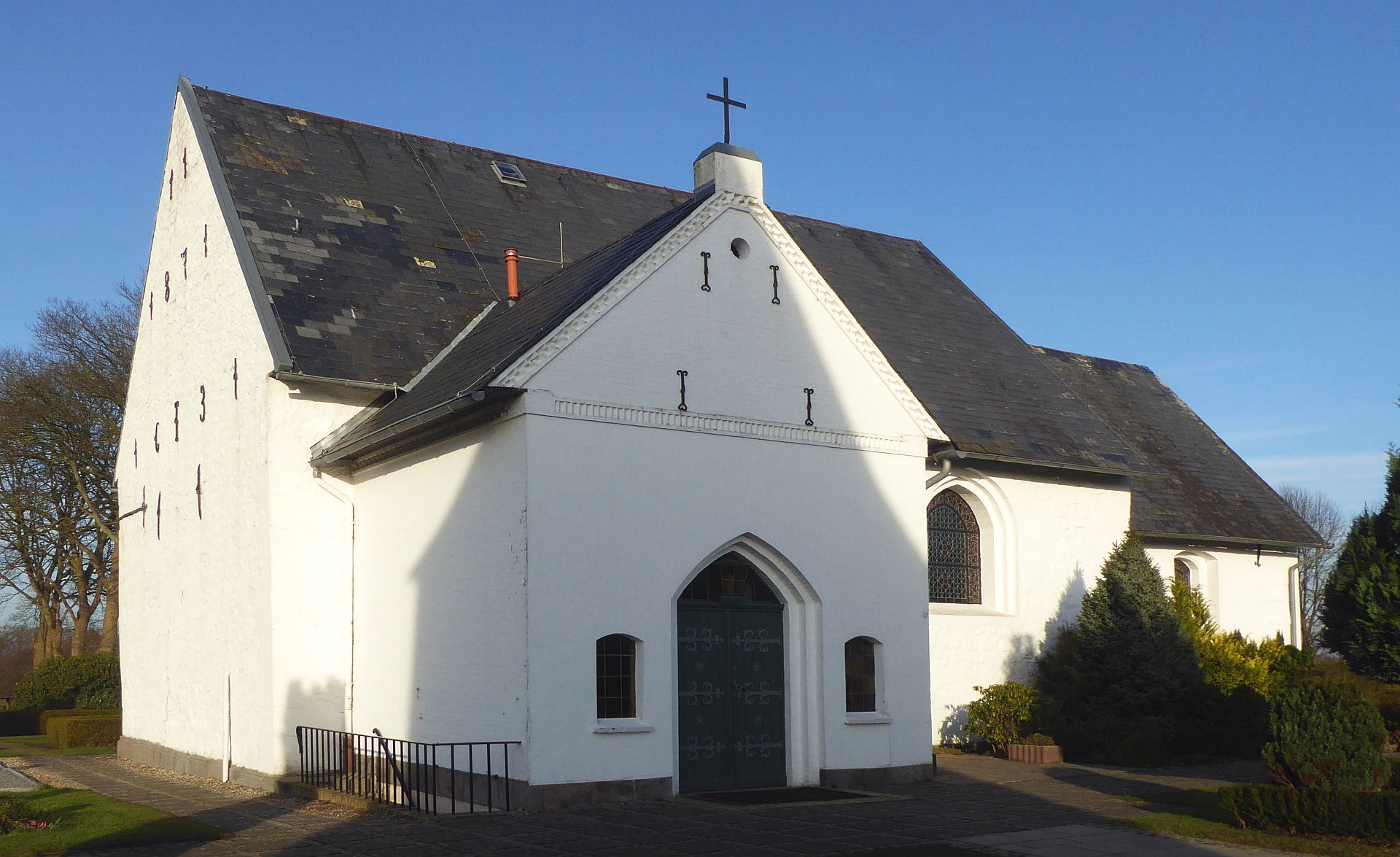
Havetoft (2018)
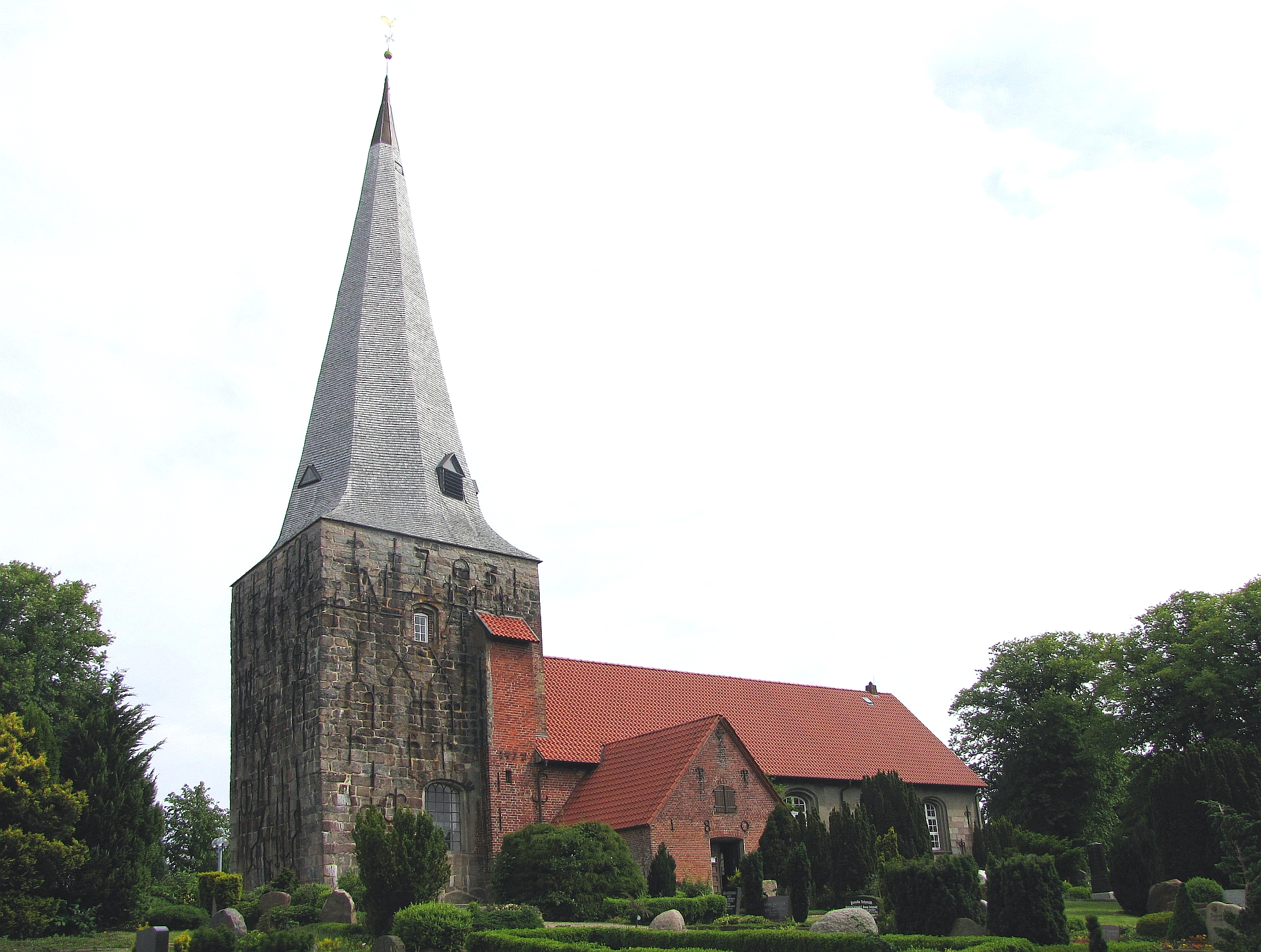
Husby (2012)
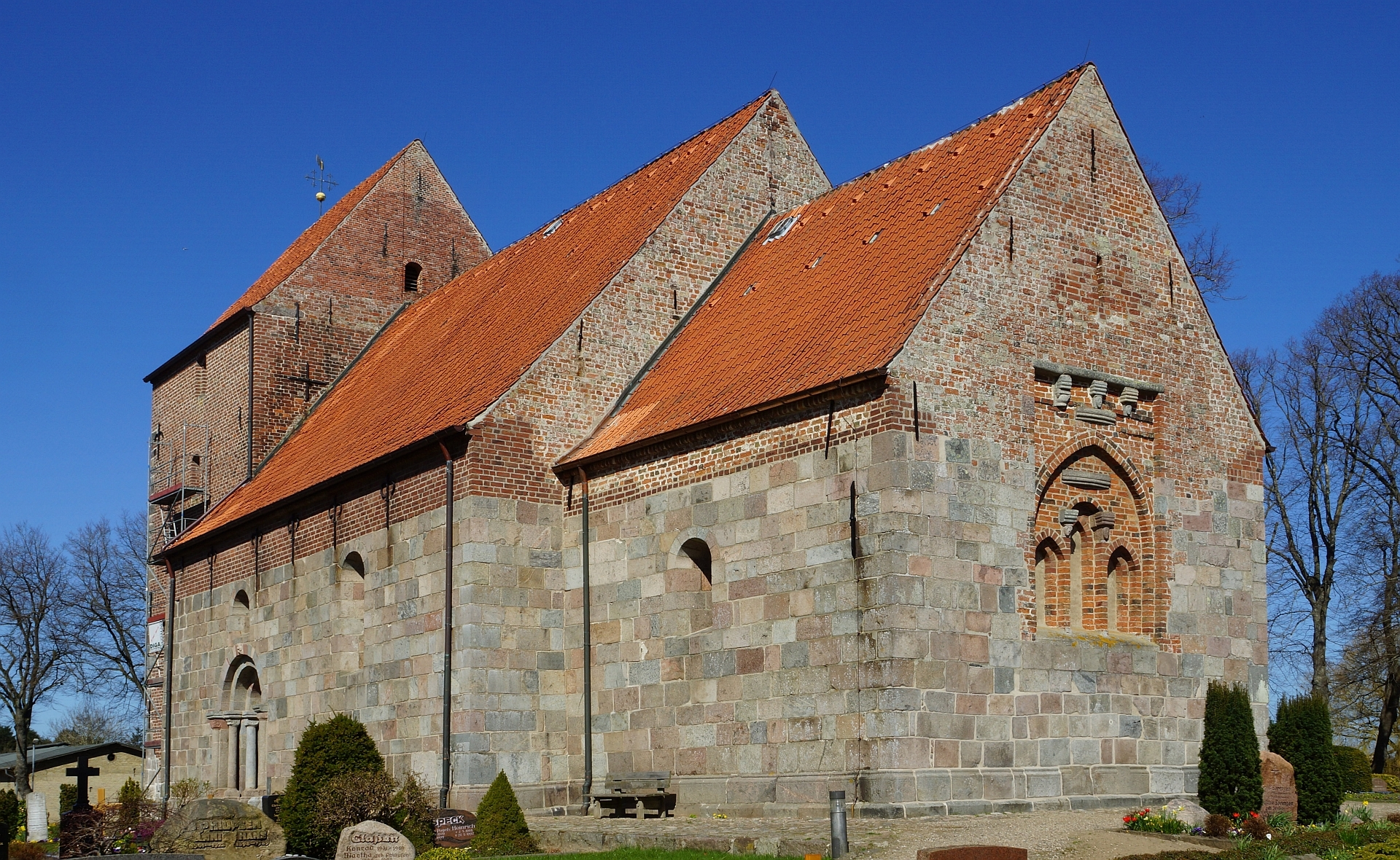
Munkbrarup (2013)
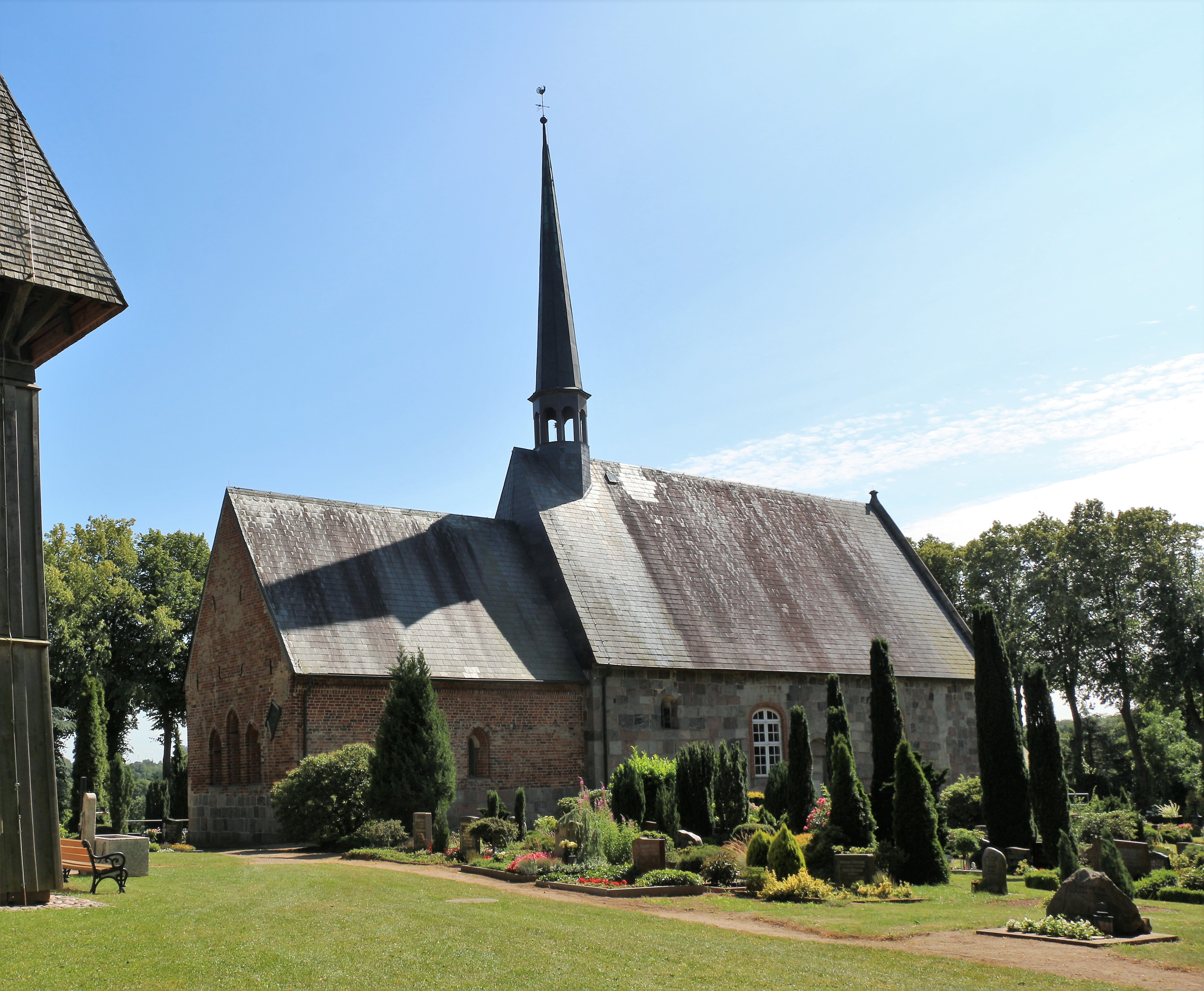
Norderbrarup (2020)
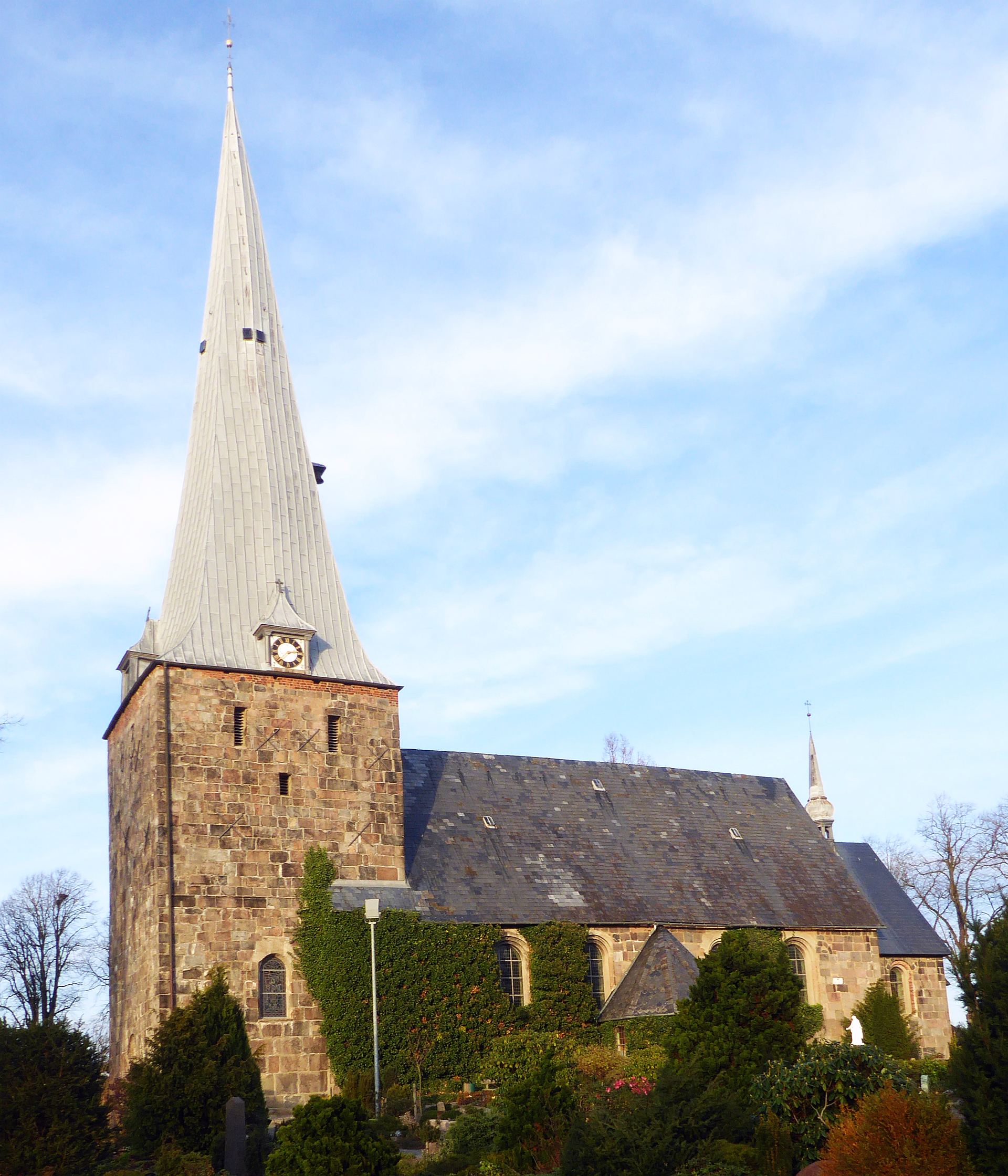
Sörup (2018)

## Bilder der romanischen Backsteinkirchen in Angeln

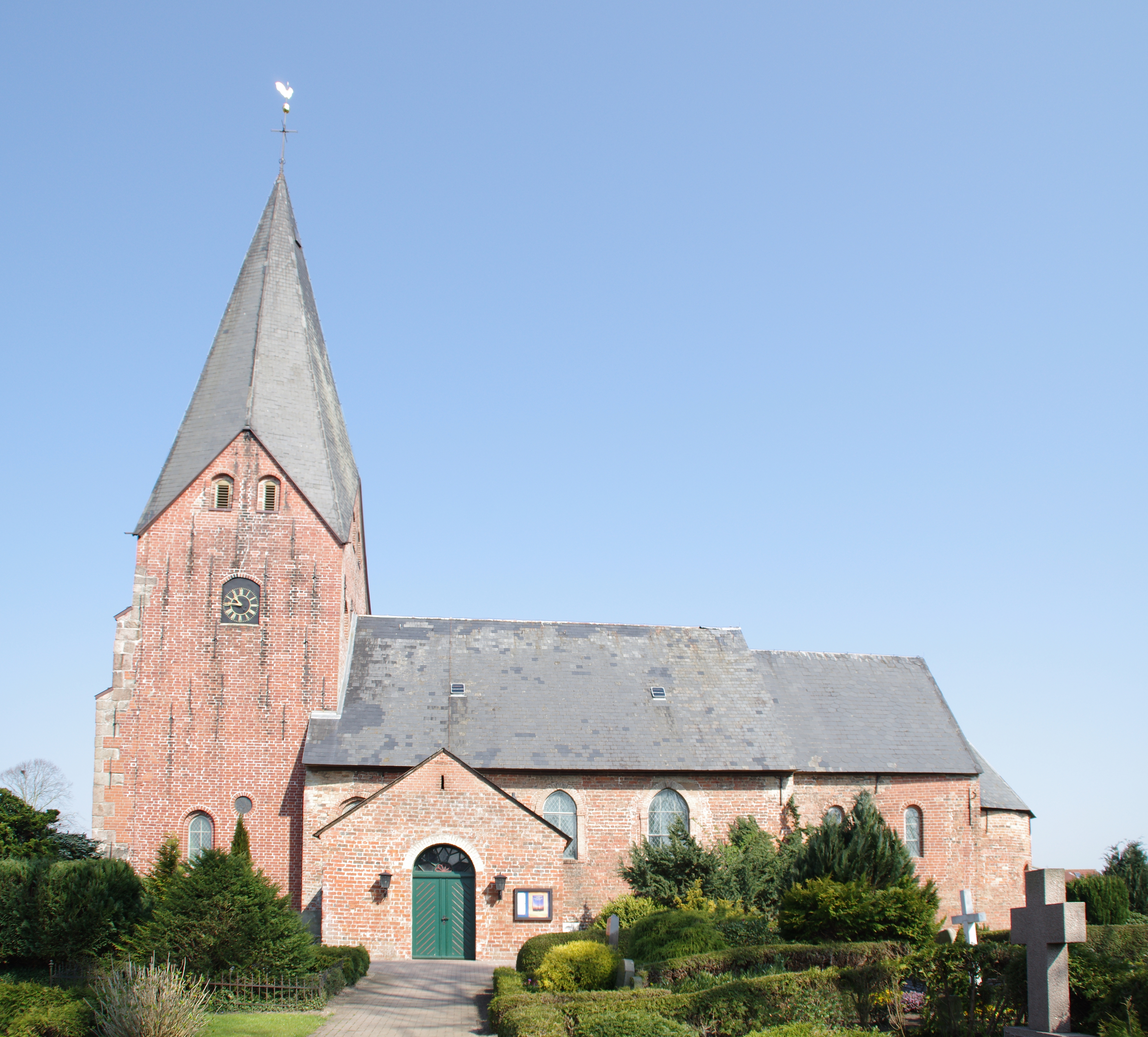
Böel
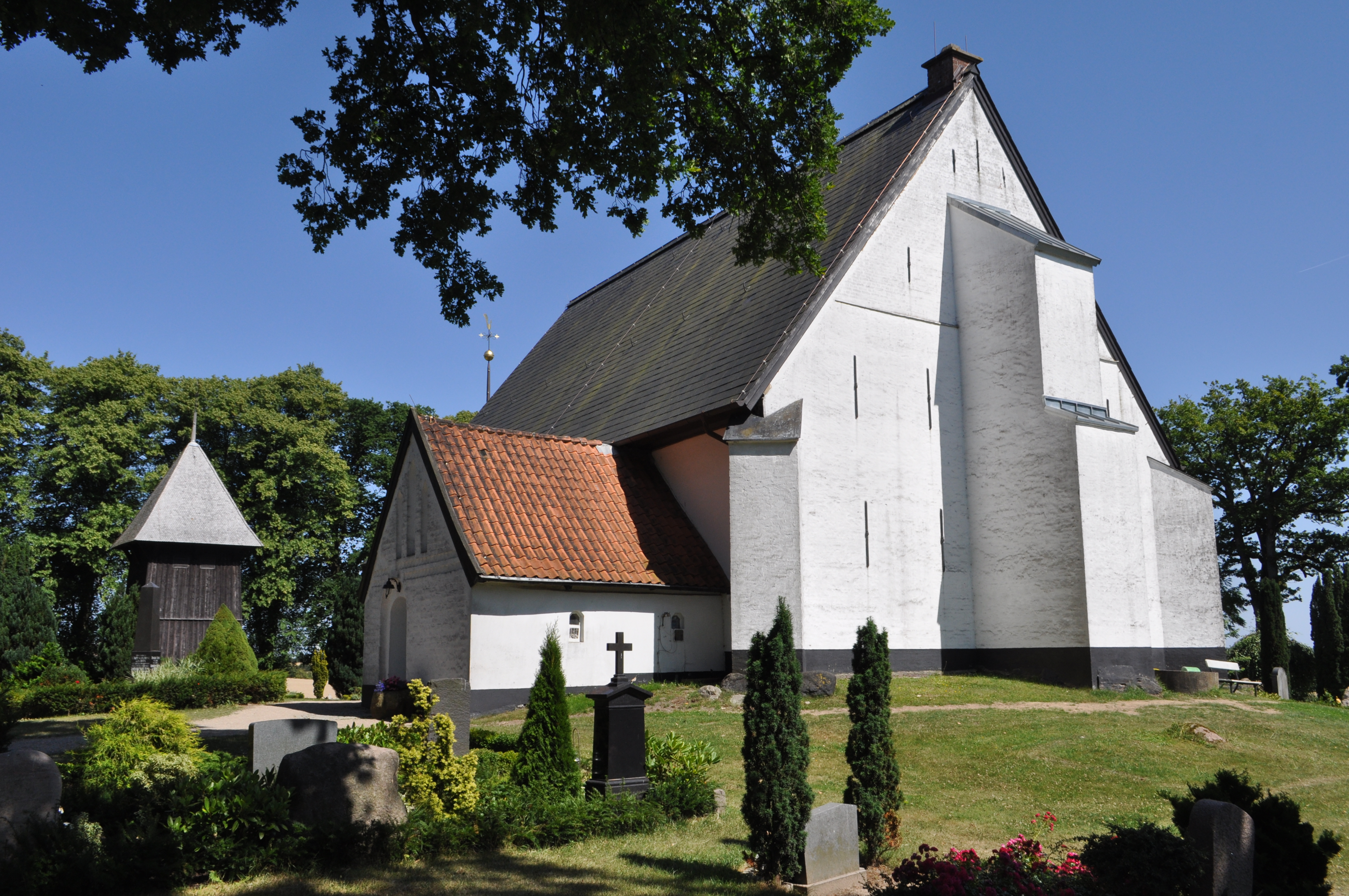
Boren (2014)
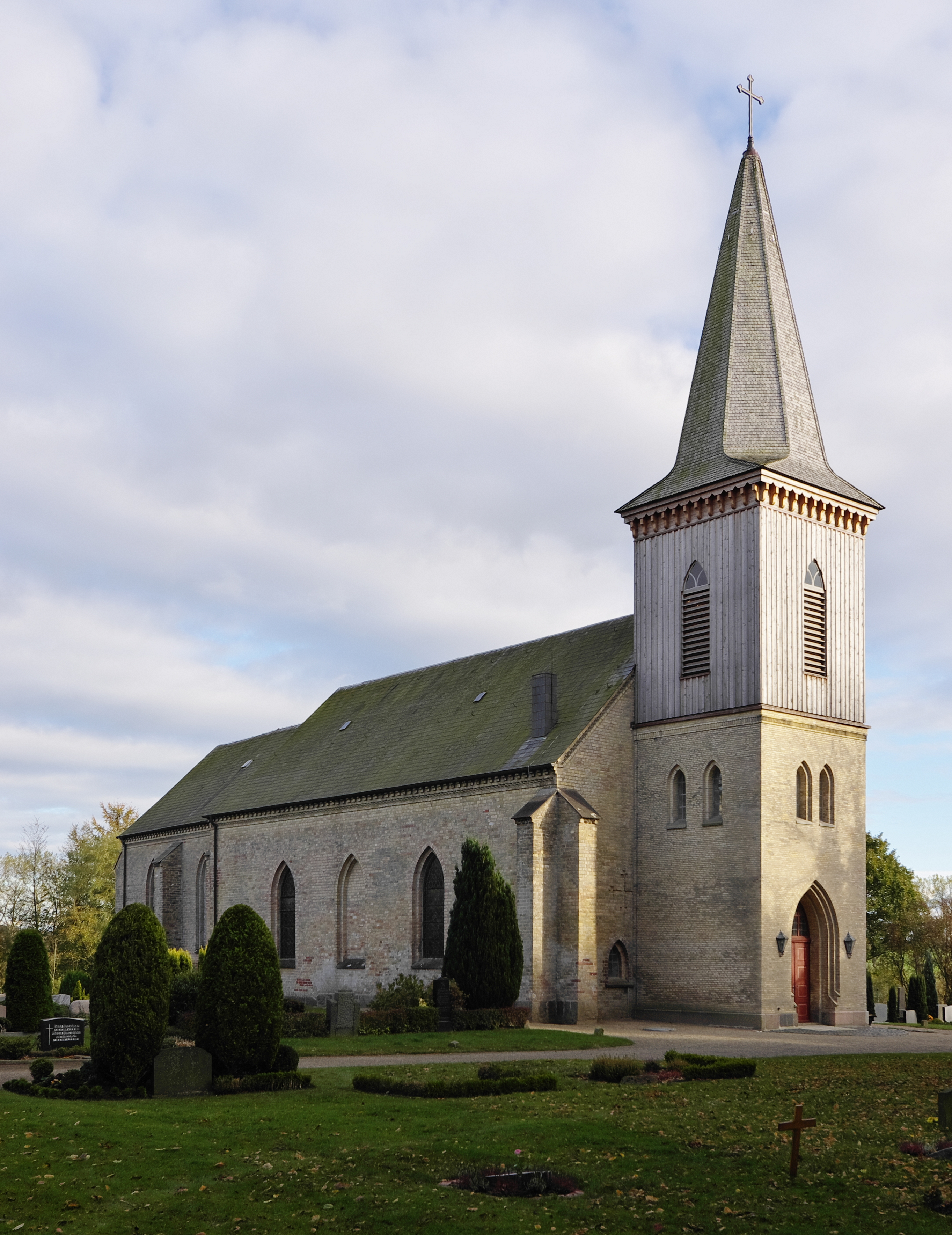
Kahleby (2012)
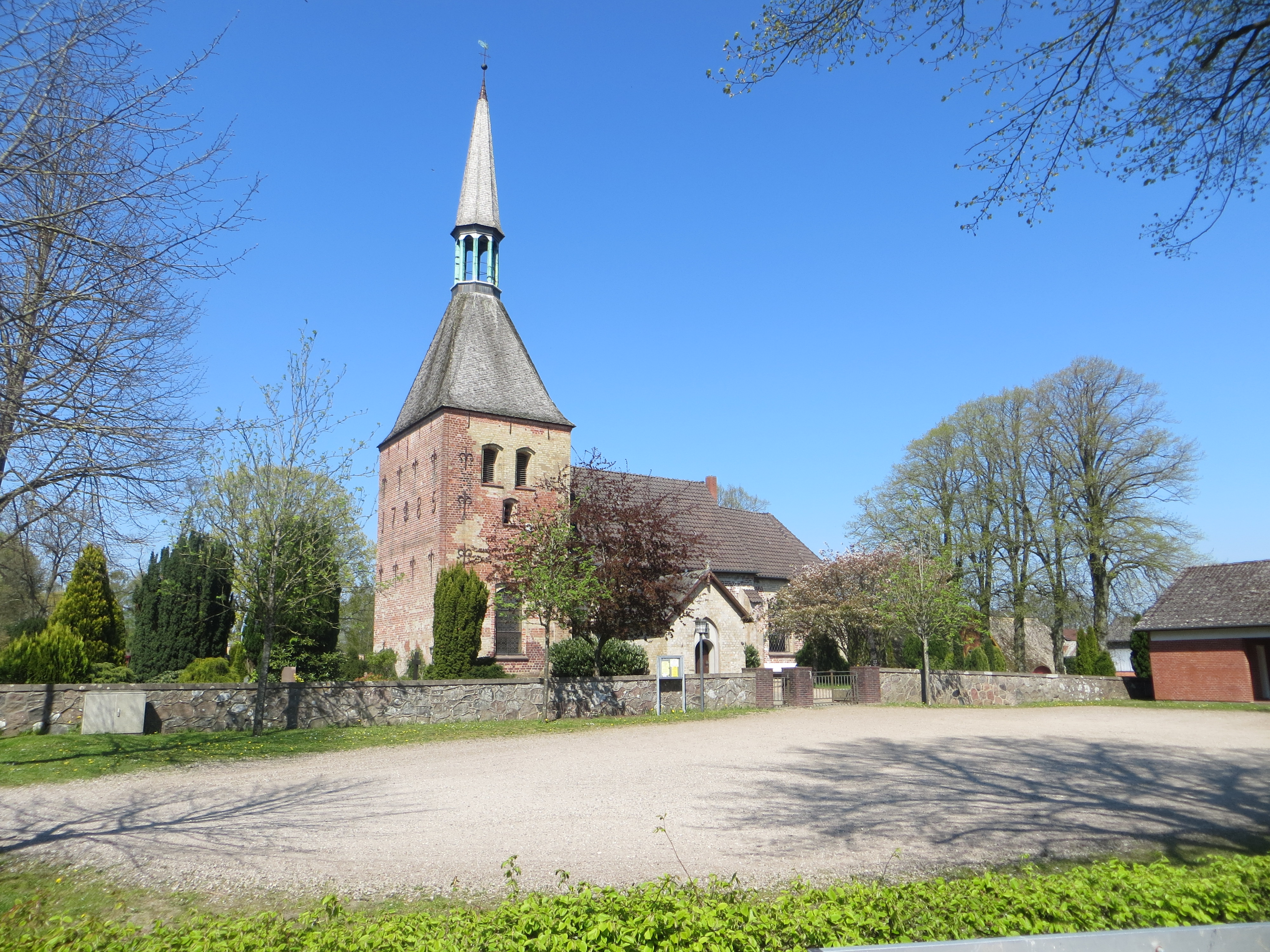
Hürup (2014)
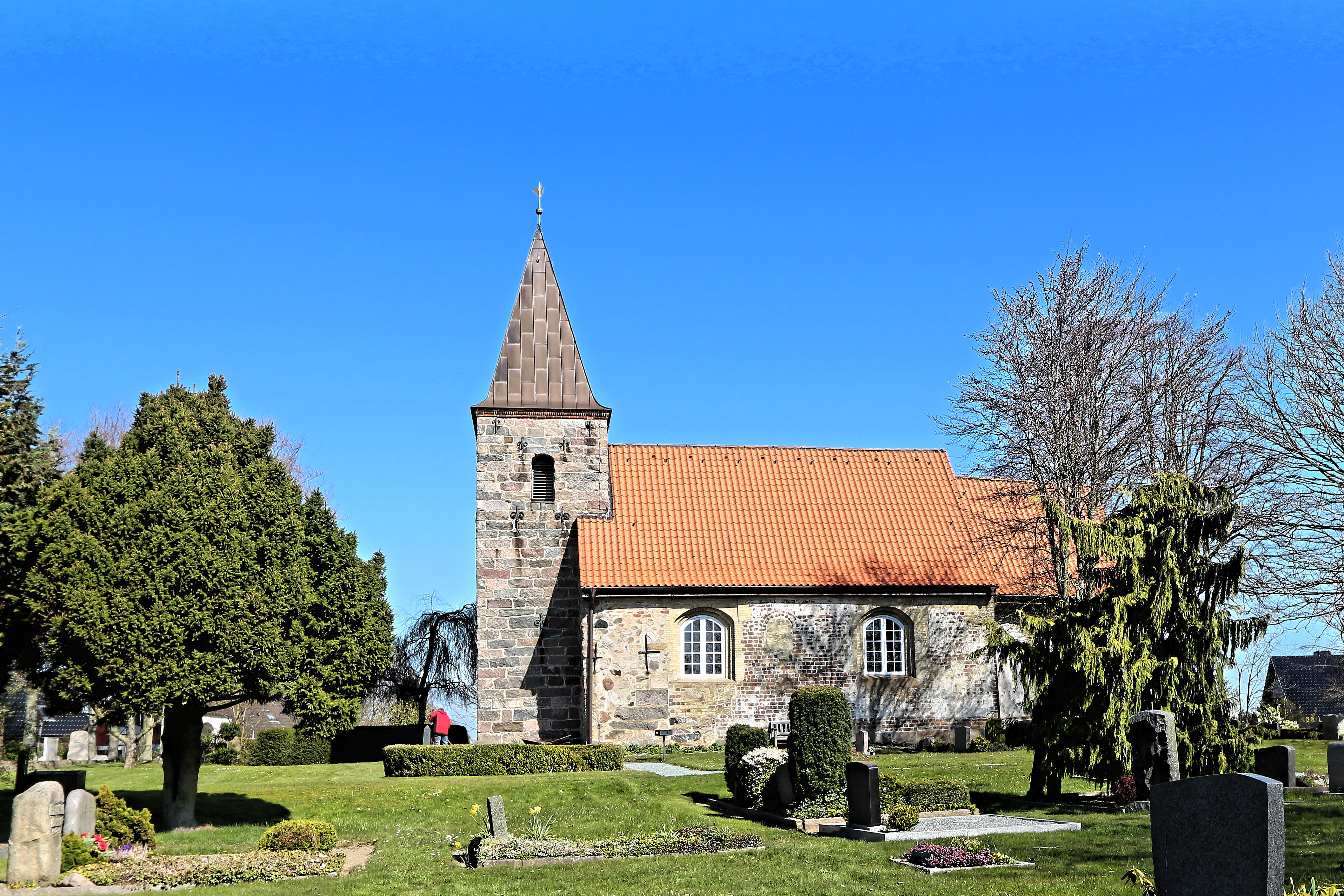
Rüllschau